# Paolo Veronese
Paolo Caliari, detto il Veronese (Verona, 1528 – Venezia, 19 aprile 1588), è stato un pittore italiano del Rinascimento, cittadino della Repubblica Veneta attivo a Venezia e in altre località del Veneto.
Caliari è noto in particolare per i suoi dipinti a soggetto religioso e mitologico di grande formato, come Nozze di Cana (1563), Convito in casa di Levi (1573) e Trionfo di Venezia (1582). Pittore della scuola veronese, si formò nella bottega di Antonio Badile e iniziò ben presto a ricevere importanti committenze, anche grazie al legame con il celebre architetto Michele Sanmicheli con cui instaurò una prolifica collaborazione. Insieme a Tiziano, più anziano di una generazione, e a Tintoretto, Paolo Veronese è considerato uno del «grande trio che ha dominato la pittura veneziana del Cinquecento». Conosciuto come un ottimo colorista, dopo un iniziale periodo manierista, sviluppò uno stile naturalistico sotto l'influenza di Tiziano.
Le sue opere più famose sono elaborati cicli narrativi, eseguiti in uno stile drammatico e colorato, pieno di maestosi scenari architettonici e sfarzosi dettagli. Sono particolarmente famosi i suoi grandi dipinti rappresentanti feste bibliche, affollati di figure, che dipinse per refettori di monasteri a Venezia e Verona. Fu anche il principale pittore veneziano di soffitti. Essendo dipinte per la decorazione di palazzi ed edifici pubblici, la maggior parte di queste opere rimane ancora oggi in situ, come nel caso dei dipinti per il Palazzo Ducale di Venezia, per la chiesa di San Sebastiano e per Villa Barbaro, mentre le sue opere conservate nei musei, come i ritratti, hanno dimensioni più contenute e non sempre mostrano il carattere più tipico del pittore.
Caliari è sempre stato apprezzato per «la brillantezza cromatica della sua tavolozza, per lo splendore e la sensibilità della sua pennellata, per l'eleganza aristocratica delle sue figure e per la magnificenza del suo spettacolo», ma il suo lavoro è stato percepito «per non consentire l'espressione del profondo, umano o sublime». Del "grande trio" è stato il meno apprezzato dalla critica moderna. L'opera di Paolo ha anticipato l'arte barocca, ispirando numerosi artisti quali Annibale Carracci, Pietro da Cortona, Luca Giordano, Sebastiano Ricci, Giambattista Tiepolo, fino a Eugène Delacroix.

## Biografia

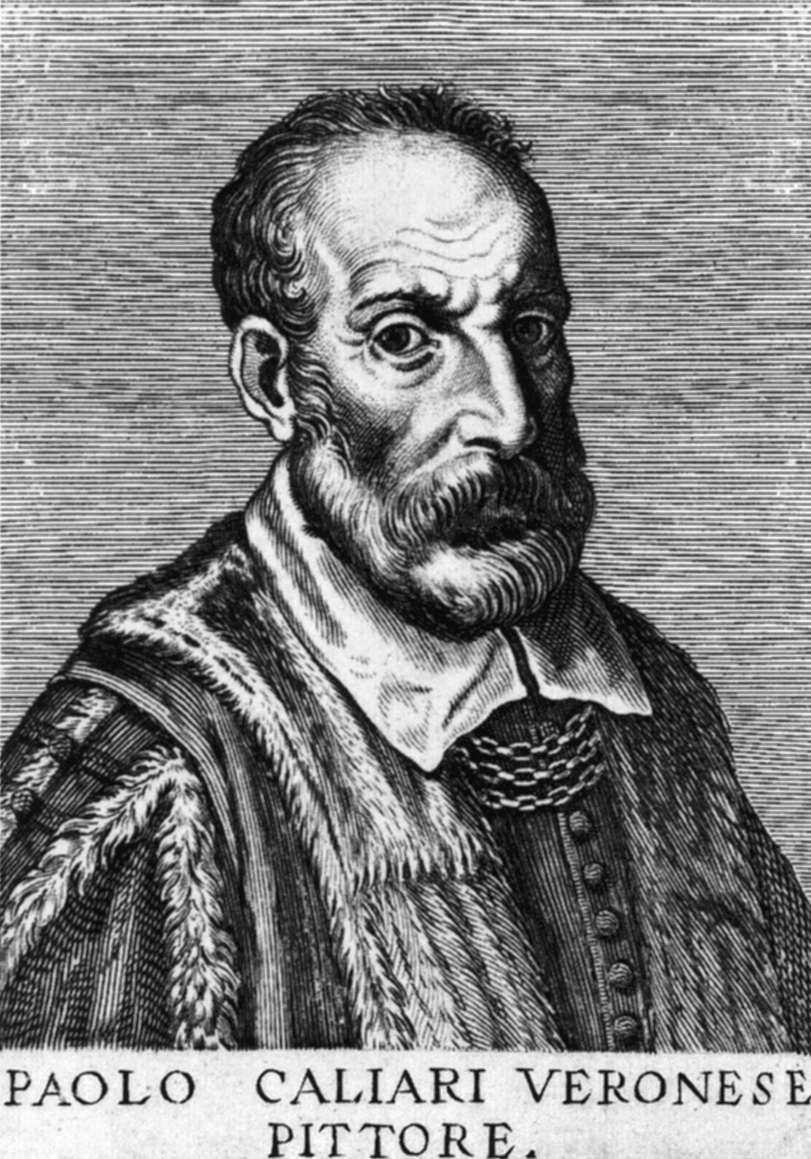
Paolo Veronese, incisione di Carlo Ridolfi che precede il capitolo dedicato al Veronese ne Le vite degli Illustri Pittori Veneti e dello Stato dello stesso Ridolfi, 1648

Figlio di un certo Gabriele, scalpellino (spezapreda, cioè "spezzapietre" nel dialetto locale), assunse il cognome Caliari probabilmente nel 1556 (anno in cui per la prima volta egli si firma così in una lettera); questo apparteneva a sua madre Caterina, figlia naturale del nobile Antonio Caliari. La famiglia paterna era di origine comasca e il nonno Pietro Gabriele proveniva da Bissone sul lago di Lugano, dove esercitava la professione di scultore. Del 1502 è la prima attestazione di Pietro Gabriele a Verona presso la contrada di San Paolo, con la moglie Licia e il figlio, futuro padre del pittore.
La sua formazione, secondo quanto tramandato da Raffaello Borghini, si svolse nella natia Verona, ma furono di grande rilievo, per gli influssi sulla sua arte e sulla sua carriera, anche le giovanili esperienze fatte prima nel trevigiano e poi a Mantova, presso la corte dei Gonzaga. In seguito si trasferì a Venezia, dove divenne noto come "Il Veronese", e dove dal 1555 risiedette pressoché stabilmente fino alla morte, ottenendo subito notevoli successi.

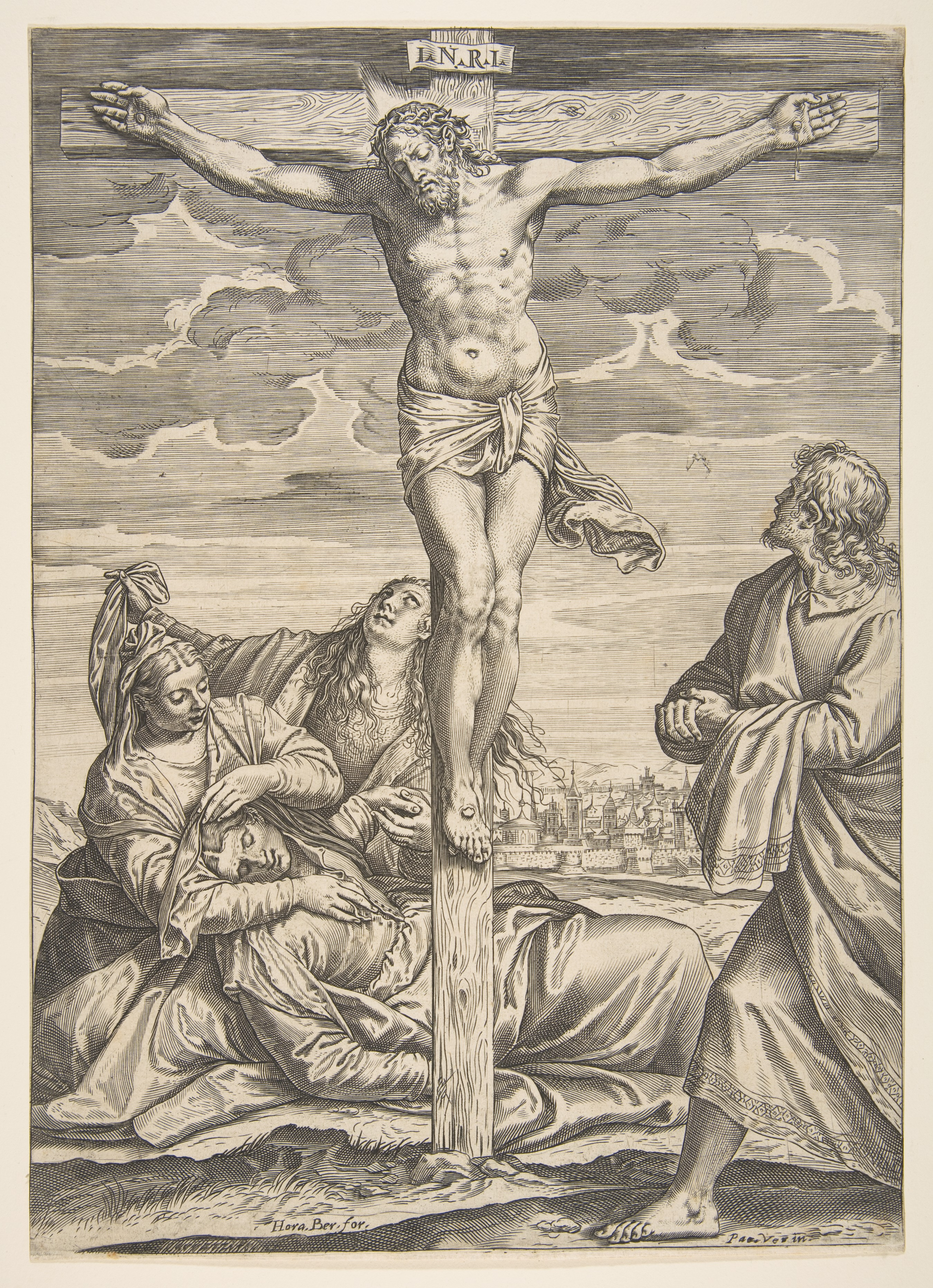
Agostino Carracci, incisione tratta dalla Crocifissione del Veronese nella chiesa di San Sebastiano a Venezia. Le stampe di Agostino Carracci furono un importante veicolo per la diffusione della pittura del Caliari anche fuori dal Veneto.

Nel 1566 sposò Elena Badile, figlia del suo primo maestro Antonio Badile, dalla quale ebbe quattro figli, compresi Carlo e Gabriele. Con il fratello di Paolo, Benedetto, i figli furono i suoi principali collaboratori e, dopo la sua morte, proseguirono con modesto esito l'attività della bottega, ormai tra le maggiori di Venezia, talvolta firmando collettivamente le loro opere con la dicitura Heredes Pauli Caliari Veronensis. I rapporti tra Paolo e il suo mentore Badile furono molto stretti e assai proficui per la carriera del giovane pittore. Proprio grazie a lui fu introdotto negli ambienti intellettuali cittadini gravitanti intorno al vescovo riformatore Gian Matteo Giberti. In queste cerchie fece conoscenza con le nobili famiglie Pellegrini, Dalla Torre e Canossa, che successivamente divennero sue committenti.
Attratto sin dall'esordio dalle innovazioni manieristiche piuttosto che dallo stile antichizzante dei suoi primi maestri veronesi, più legati alla tradizione del Mantegna e del Bellini, Caliari tenne ferma questa sua matrice anche dopo l'insediamento a Venezia. Difatti, pur attingendo certamente anch'egli alla grande tradizione veneziana – allora incarnata da Tiziano e dal nascente genio di Tintoretto – Paolo mantenne, anche in laguna, un'identità artistica "altra", foresta. Tranne che nella sua produzione estrema, infatti, nella sua pittura il disegno ebbe sempre un valore centrale, a differenza della coeva pittura veneziana. Anche il trattamento del colore fu diverso dalla tradizione autoctona, visto che il Veronese non fece mai del tutto suo il tonalismo (altra caratteristica di fondo della pittura veneziana del tempo), ma preferì un uso del colore netto e vivace, con campiture ben definite e caratterizzate da decisi cangiantismi.
Rilevante fu il suo lascito per i successivi sviluppi della pittura in laguna, dove in epoca tardo barocca maestri come Sebastiano Ricci e ancor di più il Tiepolo ne ripresero in modo evidente l'esempio.
Fuori dall'ambito veneziano forte fu l'influsso del Caliari sul bolognese Annibale Carracci e prima ancora sul fratello di questi, Agostino, che, in sodalizio con lo stesso Paolo, si dedicò a una fortunata attività di traduzione a stampa della sua produzione pittorica. Tramite i Carracci l'arte di Paolo Caliari divenne una delle componenti di rilievo della ventura pittura barocca italiana.

### Formazione e anni giovanili

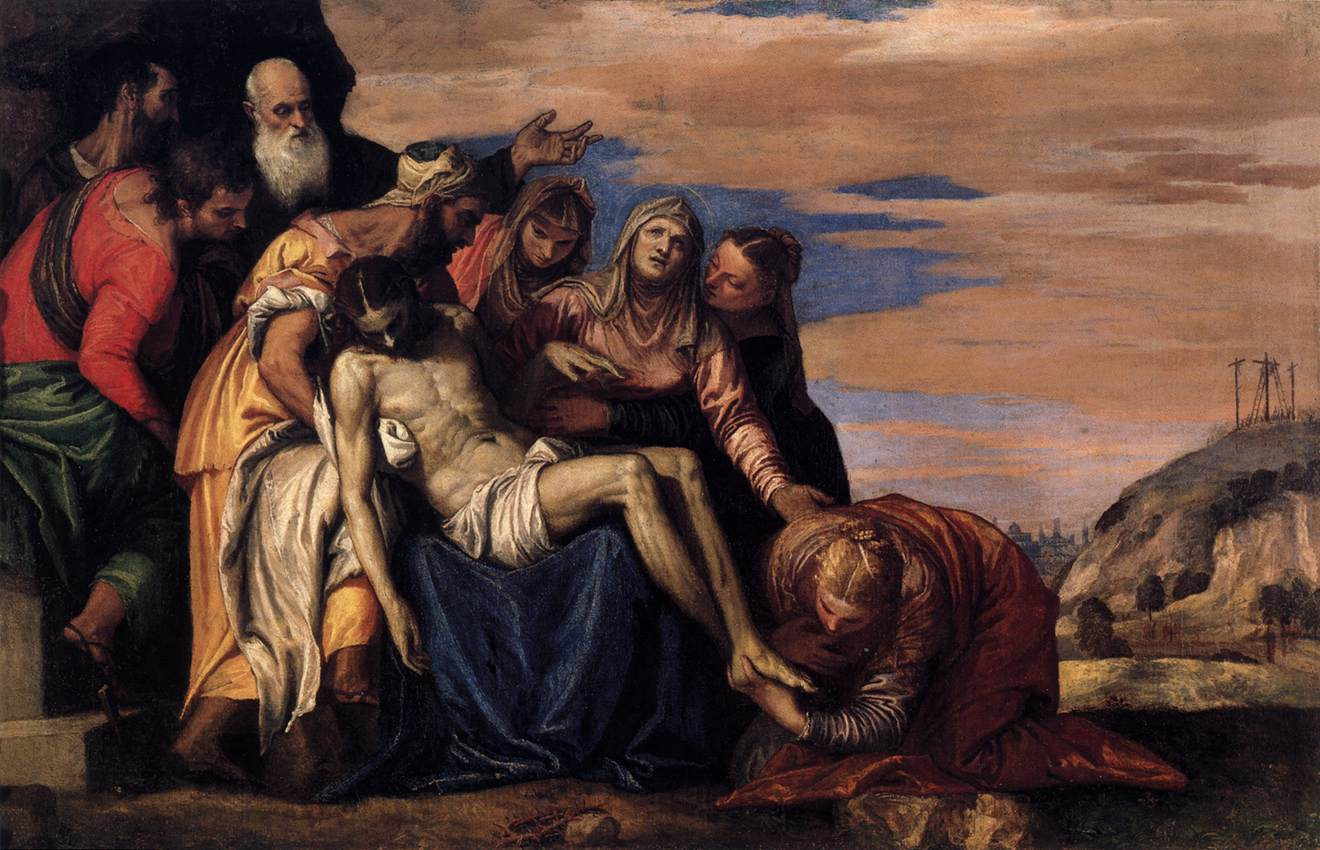
Paolo Veronese, Lamentazione sul Cristo morto, 1548, Museo di Castelvecchio, Verona

Il suo apprendistato si svolse a Verona nella bottega di Antonio Badile (secondo Vasari fu anche allievo di Giovanni Francesco Caroto). È opinione condivisa tra gli storici dell'arte, tuttavia, che questa iniziale formazione non ebbe influenze rilevanti sul futuro stile del Veronese, mentre notevole importanza, a partire dal Vasari, è attribuita al rapporto che il giovane Paolo ebbe con l'architetto e suo mentore Michele Sanmicheli, che lo introdusse alle innovazioni manieristiche sia di ascendenza tosco-romana, la cui fonte è Giulio Romano, a lungo attivo nella vicina Mantova, sia di stampo emiliano, riferibili all'opera del Correggio e del Parmigianino.
La prima opera databile del Veronese è Resurrezione della figlia di Giairo, dipinta intorno al 1546 per la cappella Avanzi della chiesa di San Bernardino di Verona. L'originale è andata perduta nel 1696 ma al Museo del Louvre è conservata una copia in formato ridotto. Già le sue opere giovanili, eseguite a Verona, testimoniano la precoce attenzione del Veronese alla "maniera moderna", come la Pala Bevilacqua-Lazise del 1548, realizzata per la cappella funeraria della famiglia committente nella chiesa di San Fermo Maggiore (oggi nel Museo di Castelvecchio), la cui complessità compositiva evidenzia il superamento dello stile del Badile e, per l'appunto, il recepimento di influssi manieristici.
Lo stesso può dirsi della coeva Lamentazione sul Cristo morto – ritenuta il capolavoro giovanile del Veronese –, tela commissionata dai Girolamini per la chiesa scaligera di Santa Maria delle Grazie (ora anch'essa a Castelvecchio) che, per composizione e uso del colore, è avvicinabile alla pittura del Parmigianino.
Altra notevole prova giovanile e pre-veneziana del Caliari è costituita dal Matrimonio mistico di santa Caterina, dipinta tra il 1547 e il 1550, in occasione delle nozze di esponenti della nobiltà veronese. Sono gli anni immediatamente successivi, tra il 1550 e il 1555, in cui Paolo arriva ai massimi della sua inclinazione manierista, mostrando un forte interesse per le tonalità più pure del colore e per una sofisticata caratterizzazione del disegno.

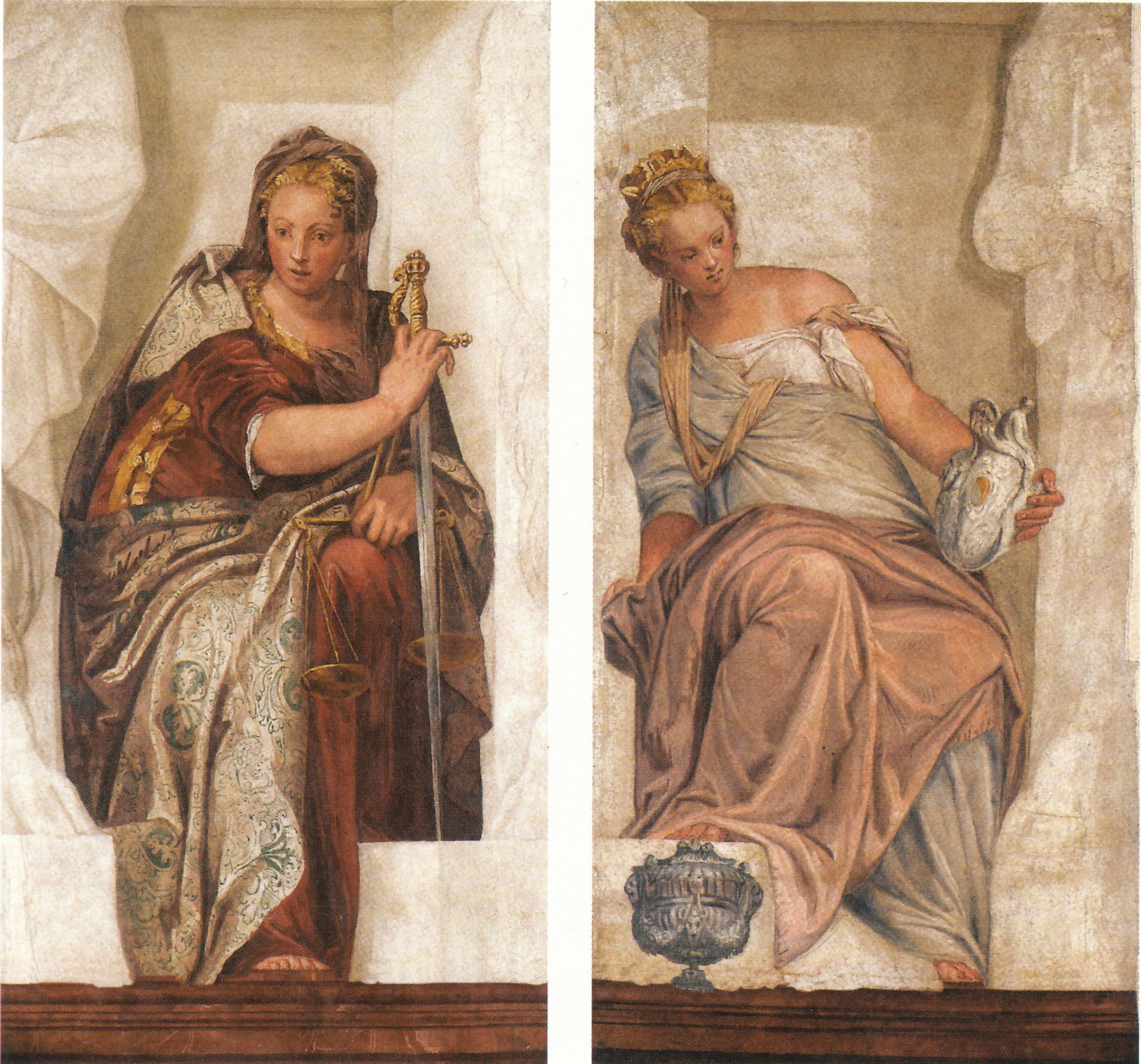
Giustizia (sinistra) e Temperanza (destra), affresco attribuito a Caliari e Giambattista Zelotti facente parte del ciclo di villa Soranzo, oggi conservati nella sagrestia del Duomo di Castelfranco Veneto

Negli anni successivi lavorò, grazie ai buoni uffici del Sanmicheli, nei pressi di Castelfranco Veneto per i Soranzo (1551), affrescandone la villa di famiglia, edificata dallo stesso Sanmicheli. Tali pitture vennero poi malamente strappate (e la villa distrutta nel 1817), per cui i resti più significativi si trovano oggi nella sagrestia del Duomo di Castelfranco Veneto. Assieme al Caliari, tutti chiamati da Sanmicheli, nella dimora dei Soranzo lavorarono anche Giambattista Zelotti e Anselmo Canera, équipe che dimostrò un'eccellente unione d'insieme, esperienza replicata altre volte, come nella decorazione di Palazzo Canossa a Verona. Gli affreschi di villa Soranzo – in linea con precedenti esempi del Rinascimento veneto, ispirati dalle descrizioni delle ville romane di Vitruvio e Plinio – consistevano in raffigurazioni illusionistiche associate a vedute paesaggistiche o visioni celesti. L'apprezzamento di questa prova fruttò al Veronese la prestigiosa chiamata da parte del cardinale Ercole Gonzaga a Mantova nel 1552, per eseguirvi una pala d'altare per il Duomo raffigurante le Tentazioni di sant'Antonio (ora al Museo di belle arti di Caen), dove ancora una volta il giovane Veronese dimostra la sua piena adesione alla cultura manieristica, rivolgendosi, in questa occasione, al suo versante romano e citando probabilmente il Torso del Belvedere.

### Esordi e primi successi a Venezia

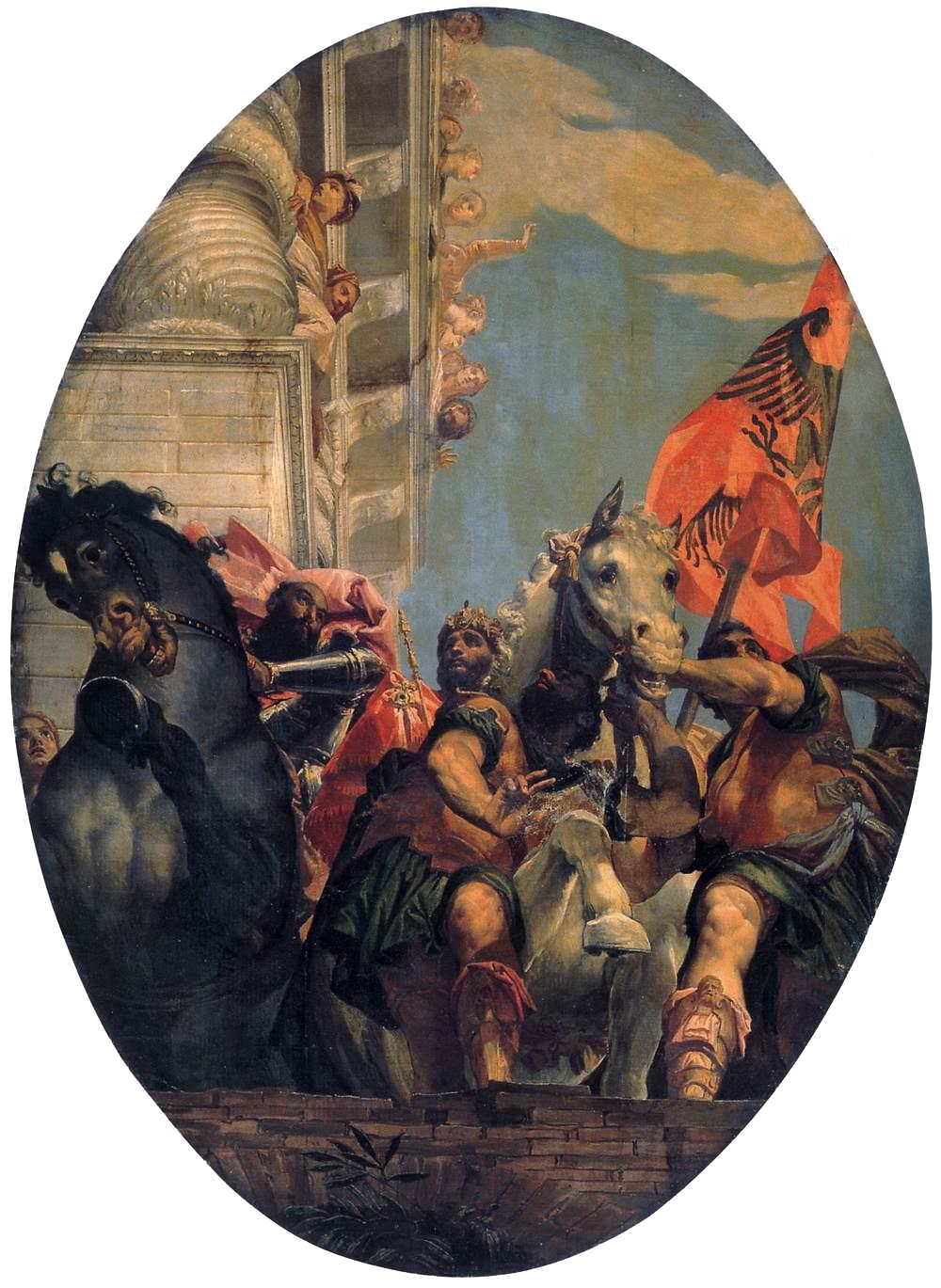
Paolo Veronese, Il Trionfo di Mardocheo, 1556, chiesa di San Sebastiano, Venezia

La prima prova veneziana del Veronese fu la pala, raffigurante Sacra Famiglia e santi, realizzata per la cappella Giustiniani nella chiesa di San Francesco della Vigna e posta in opera nel 1551, opera che cita la tizianesca Pala Pesaro.
Nel 1553 Paolo fece parte dell'équipe di pittori, diretta da Giovanni Battista Ponchini, chiamata a decorare le nuove sale del Palazzo Ducale destinate al Consiglio dei Dieci: la Sala dell'Udienza, la Sala della Bussola e la Sala dei Tre Capi. Questo fu un incarico di particolare prestigio e contribuì definitivamente all'ingresso di Caliari nel gruppo dei grandi pittori che ricevano committenze dai vari patrizi veneti.
Si trattò del primo intervento del Veronese in Palazzo Ducale, dove negli anni successivi, a più riprese, tornò a lavorare. L'opera più significativa dovuta alla sua mano in questa prima esperienza nella sede del governo veneziano è il grande telero ovale (ora al Louvre di Parigi) raffigurante Giove che scaccia il Vizio e originariamente collocato nel soffitto della Sala dell'Udienza (insieme Giovinezza, Vecchiaia, Giunone versa i suoi doni su Venezia). Il tema allude alle funzioni di polizia e giudiziarie del Consiglio che venivano esercitate negli ambienti oggetto di questa campagna decorativa. In questa occasione, inoltre, Paolo entrò in contatto con Daniele Barbaro del quale, qualche anno dopo, affrescherà la sua villa di Maser, nel trevigiano.
Questi primi successi propiziarono a Paolo l'allogazione, nel 1554, della decorazione della chiesa dei Girolamini veneziani di San Sebastiano, commissione favorita anche dai precedenti rapporti intrattenuti con questa congregazione già nel periodo veronese, in particolare con il concittadino Bernardo Torlioni, priore del convento. A San Sebastiano il Caliari – anche in questo caso a più intervalli – lavorò per moltissimi anni e vi lasciò alcuni dei suoi più mirabili capolavori.

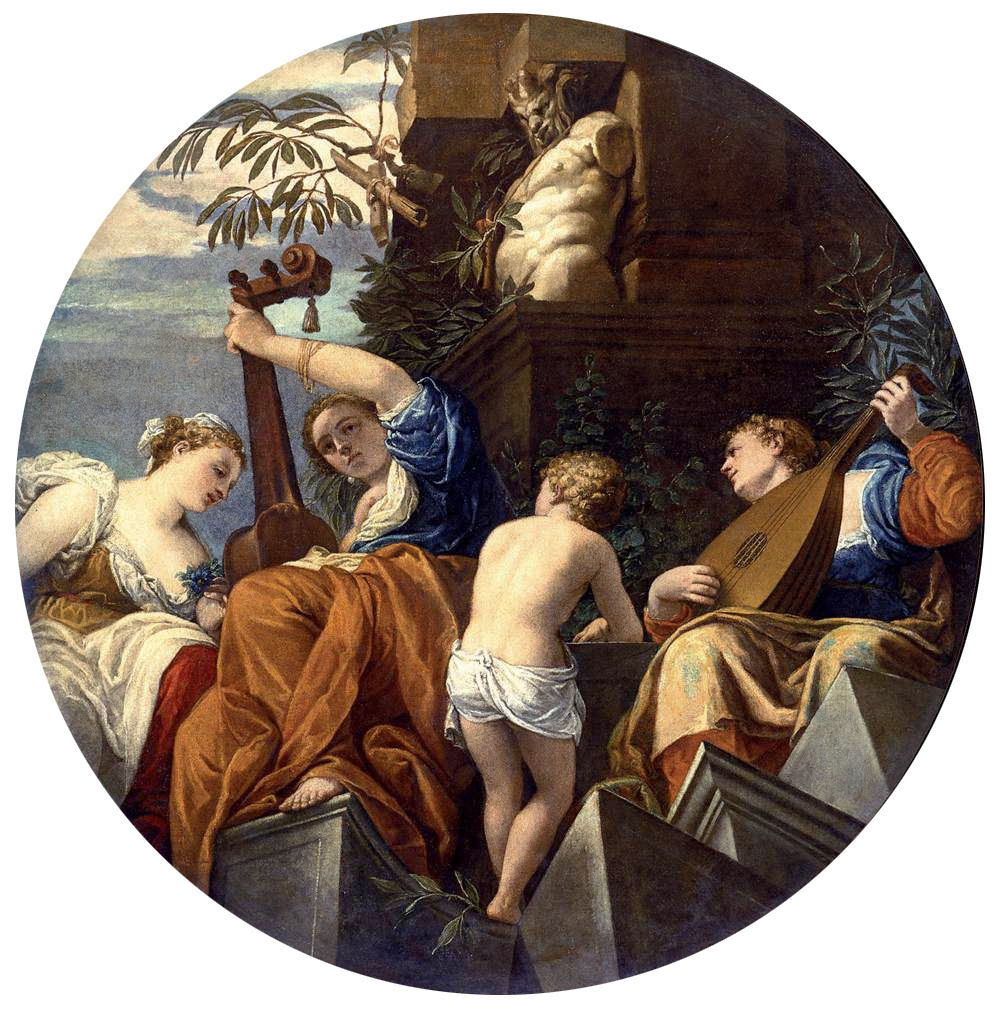
Paolo Veronese, Allegoria della musica, 1556-1557, Venezia, Biblioteca Marciana

La decorazione di San Sebastiano prese avvio dalla sagrestia della chiesa. Conclusa questa prima parte dopo circa due anni, Paolo avviò (nel 1555) la decorazione del soffitto della navata centrale, realizzando tre grandi teleri dedicati all'eroina biblica Ester, salvatrice del suo popolo in circostanze avverse e quindi testimone della forza salvifica della fede. Gli episodi raffigurati nelle tre grandi scene sono Il ripudio di Vasti, Ester incoronata da Assuero e Il Trionfo di Mardocheo. È un ciclo famoso e costantemente celebrato, già ab antiquo, come opera di grande bellezza e abilità esecutiva. Dei tre teleri il più noto e apprezzato è Il Trionfo di Mardocheo.
Si tratta in effetti di un mirabile saggio di abilità prospettica, con scorci arditissimi, perfettamente controllati dal pittore. L'effetto illusivo dell'incedere dei bellissimi cavalli dà quasi la sensazione che essi stiano per precipitare nella sottostante navata. Il corteo si muove in una grandiosa quinta architettonica (tema che il Veronese riprenderà più volte in seguito) che rafforza la profondità prospettica del dipinto. L'attività del Caliari (e dei suoi aiuti) all'interno della chiesa di San Sebastiano si protrasse per quasi un ventennio, con molte altre opere sia su tela sia ad affresco che ornano il fregio, dell'altare maggiore, della parte orientale del coro, delle porte dei pannelli dell'organo e del presbiterio.
Nel 1556 Paolo venne chiamato, con altri pittori, a decorare il soffitto della Libreria Marciana. Vasari racconta che la selezione dei pittori reclutati per l'impresa fu affidata a una commissione composta da Tiziano, Jacopo Sansovino e Pietro Aretino, commissione che avrebbe avuto anche il compito di premiare il più meritevole tra di essi. La palma della vittoria, sempre seguendo il Vasari, sarebbe andata proprio al Veronese, grazie al suo tondo raffigurante L'Allegoria della Musica, surclassando altri artisti tra cui Andrea Schiavone, Giuseppe Salviati, Battista Franco. Nell'occasione venne pubblicamente lodato da Tiziano, fatto che ne avrebbe segnato la definitiva affermazione nel panorama artistico veneziano.
Di questi anni è anche la decorazione ad affresco dell'interno del Palazzo Trevisan a Murano. Queste opere sono oggi irrimediabilmente compromesse, fatta eccezione per Le Sette Divinità Planetarie (conosciuto anche come Trionfo degli Dei), oggi conservato al Museo del Louvre, in cui il pittore raffigura molti dei dell'Olimpo: Venere, Crono, Giove, Apollo e Giunone.

### Villa Barbaro

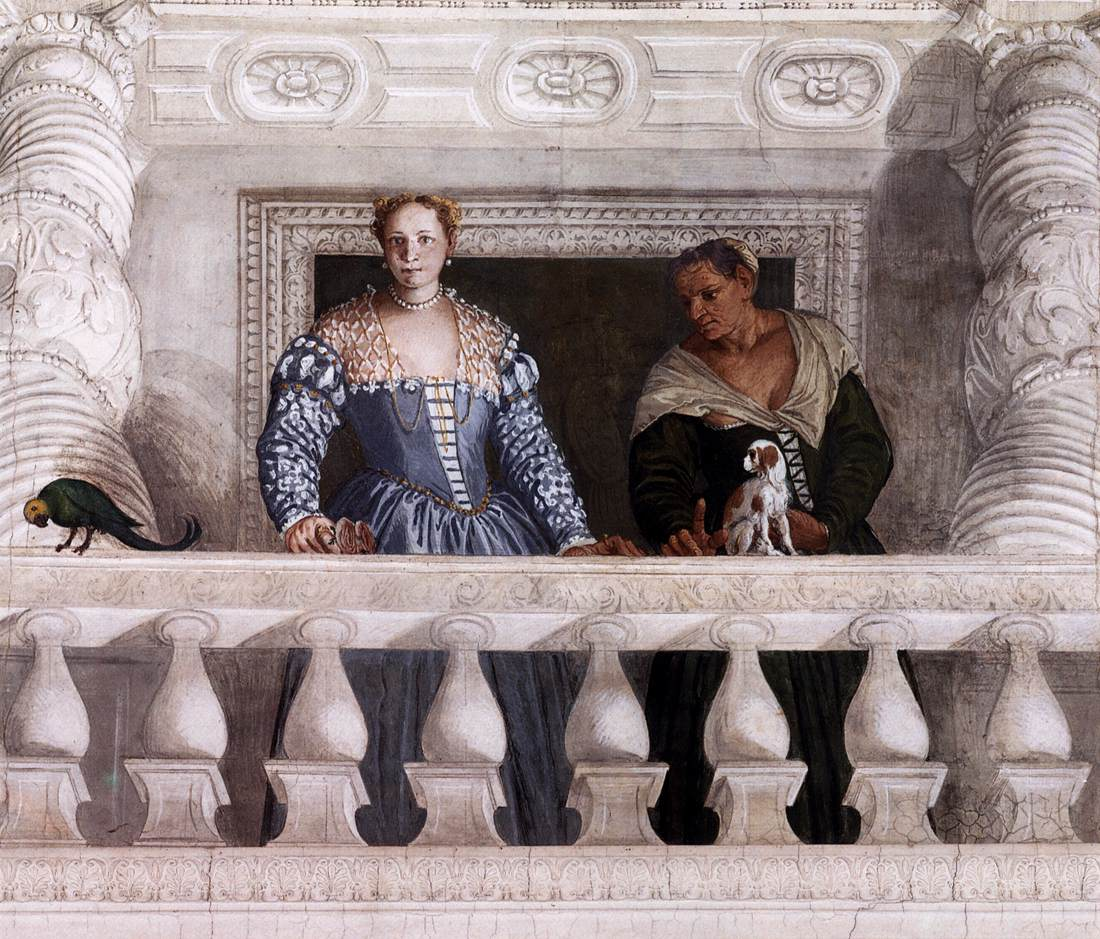
Paolo Veronese, Giustiniana Giustinian, 1560-61, Villa Barbaro, Maser

Presumibilmente tra il 1560 e il 1561, il Veronese fu chiamato a decorare Villa Barbaro a Maser, nel trevigiano, una nuova costruzione dell'architetto Andrea Palladio. I committenti dell'opera furono i proprietari della villa, i fratelli veneziani Daniele e Marcantonio Barbaro (il primo dei quali già incontrato da Paolo nelle sue vicende professionali). Colti e raffinati umanisti, i due committenti furono con ogni probabilità ideatori essi stessi del tema della decorazione ad affresco realizzata dal Veronese e della sua équipe. È plausibile che i Barbaro avessero tratto spunto, a tal fine, dalle Immagini degli Dei Antichi di Vincenzo Cartari, fortunato trattato cinquecentesco sull'iconografia delle divinità classiche.

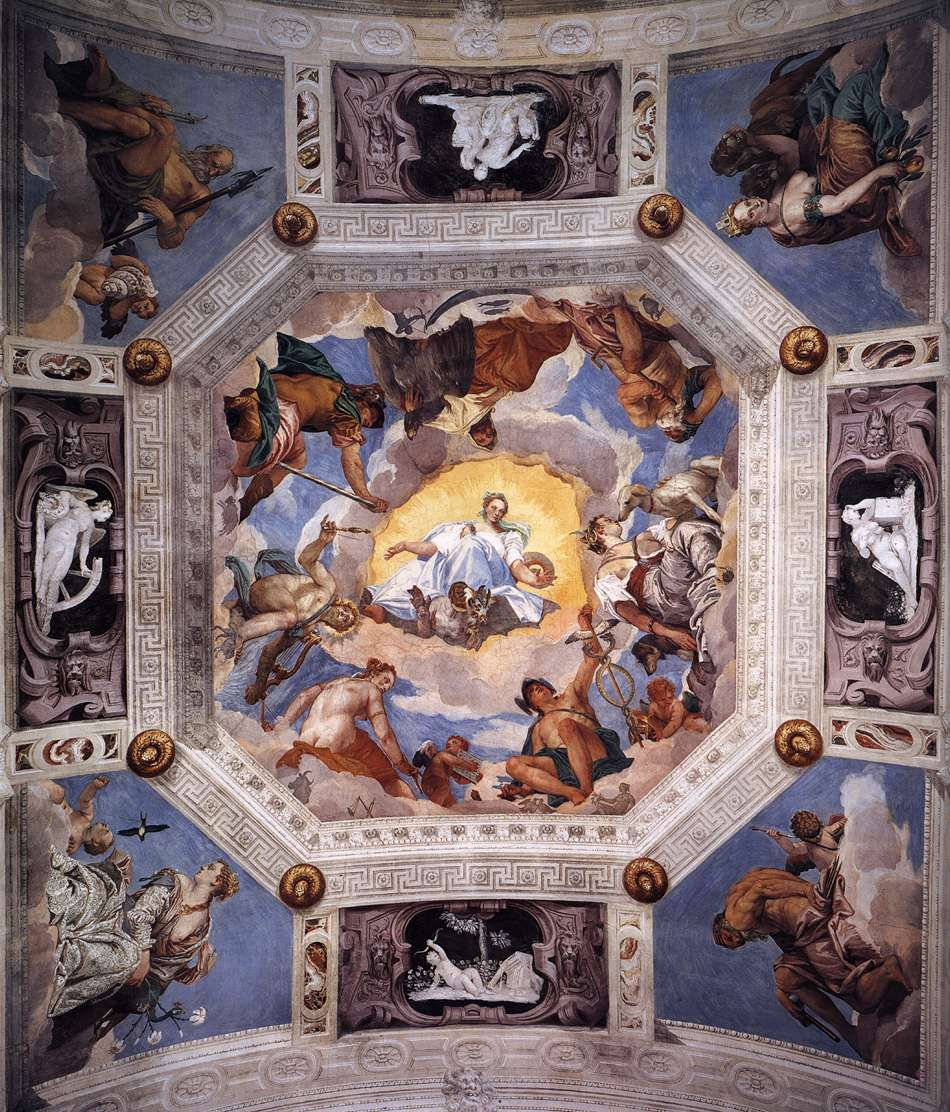
Il soffitto della Sala dell'Olimpo di Villa Barbaro

L'interpretazione più comune del complesso ciclo è che esso celebri l'armonia universale propiziata dalla Divina Sapienza, la cui rappresentazione allegorica occupa il soffitto della sala principale della Villa (Sala dell'Olimpo). In questa stessa sala, su un loggiato illusionistico, posto in continuità con la finta architettura che inquadra l'allegoria della Sapienza, si affaccia Giustiniana Giustinian, moglie di Marcantonio Barbaro, accompagnata da una nutrice. È una delle immagini più celebri degli affreschi di Maser ed è un saggio notevole sia dell'abilità di ritrattista del Veronese, sia della sua capacità di mettere in rapporto lo spazio reale con quello illusorio.
Lo stile degli affreschi di villa Barbaro è comunque in stretto collegamento con i dipinti di San Sebastiano, a titolo di esempio la Testa di Vulcano (nella Sala dell'Olimpo) richiama in particolare, se osservata con attenzione, quella dell'arciere dipinta precedentemente per la chiesa.
Il dialogo tra l'architettura reale del Palladio e quella immaginaria del Veronese, infatti, è una delle caratteristiche di fondo della decorazione di Villa Barbaro, che abbonda di finte porte, finte nicchie, di effetti di sfondato che dilatano lo spazio verso bellissimi paesaggi realistici ovvero verso i cieli empirei in cui sono inscenate le rappresentazioni allegoriche. Negli affreschi della villa, Paolo riesce a fondere la sua maturità manieristica con la riscoperta per l'antico.
Molto ha fatto discutere, pertanto, la mancata citazione degli affreschi da parte del Palladio ne I quattro libri dell'architettura, dove, nella descrizione della Villa di Maser, di essi non è fatta menzione. Vi è chi ne ha dedotto il mancato apprezzamento da parte del grande architetto del lavoro del Veronese, probabilmente per via dei numerosi elementi architettonici dipinti all'interno di una sua opera architettonica. Sta di fatto però che in altro passo dei Libri lo stesso Palladio elogia il Veronese e che, sempre a proposito di Villa Barbaro, non si fa cenno nemmeno all'apparato scultoreo predisposto da Alessandro Vittoria, artista anch'esso apprezzato dal Palladio.
L'apparato allegorico della decorazione della villa prosegue con le celebrazioni della fecondità della terra (Sala di Bacco) e dell'amore coniugale (Sala del Tribunale d'Amore). Il tutto poi si completa raccordando gli ideali umanistici con la fede cristiana alla cui celebrazione è dedicata la decorazione della Sala del Cane e di quella della Lucerna. Infine, nella Sala a Crociera spiccano bellissime figure femminili di musicanti (le "muse", le definisce Carlo Ridolfi), collocate in nicchie illusionistiche.

### Lecene

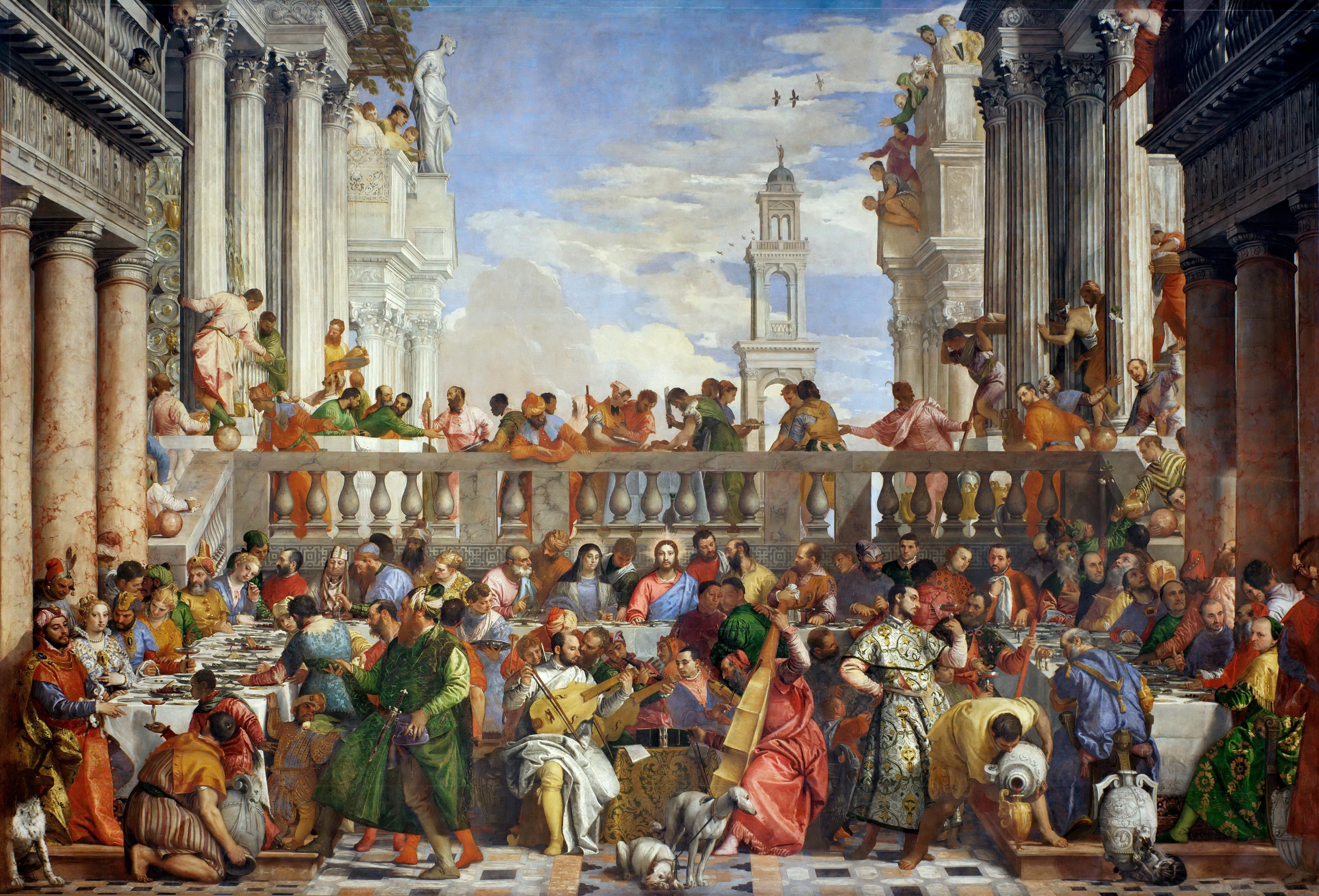
Paolo Veronese, Nozze di Cana, 1563, Museo del Louvre, Parigi

Tra le invenzioni più note del Veronese si annoverano le grandi scene corali dedicate ai banchetti evangelici, comunemente indicate come Le cene. Si tratta di tele di grandissimo formato, in cui l'episodio evangelico è di fatto il pretesto per mettere in scena le sontuose feste dell'aristocrazia veneziana del tempo.
Le scene sono affollatissime e in primo piano non vi sono le dramatis personae del racconto evangelico, che al contrario sembrano quasi essere ignorate, ma gli altri numerosi astanti, inseritivi per pura invenzione pittorica, senza alcuna aderenza al testo sacro: servitori, musici, buffoni, spettatori.
Il convivio generalmente si svolge in grandi loggiati, inquadrati da quinte architettoniche magistralmente riprodotte, che riecheggiano le realizzazioni di Andrea Palladio e la trattatistica di Sebastiano Serlio. Ovviamente, anche questi elementi architettonici sono del tutto incompatibili con i luoghi sacri in cui gli eventi raffigurati si sarebbero svolti per la narrazione evangelica.
Tutto, in queste invenzioni del Veronese, è all'insegna dello sfarzo, come i raffinatissimi abiti indossati dai personaggi raffigurati (con l'eccezione dei protagonisti evangelici), che sono abbigliati secondo la più elegante moda veneziana dell'epoca, come il pregiato vasellame che ingombra la tavola, come la stessa la ricercatezza dei marmi e delle decorazioni degli ambienti in cui il tutto si svolge. Nella folla dei presenti abbondano i ritratti di persone reali, spesso gli stessi committenti, e pare, almeno in un'occasione, vi compaia anche l'autoritratto dell'autore.
La serie delle Cene è aperta, tra il 1555 e il 1556, dalla Cena in casa di Simone il fariseo (oggi conservata nella Galleria Sabauda di Torino), che il Veronese eseguì su incarico dei monaci benedettini di San Nazaro e Celso per il refettorio del loro convento a Verona.
Tra le prove successive celebre è Nozze di Cana (1563) che il Veronese dipinse per i benedettini dell'Isola di San Giorgio Maggiore a Venezia e che oggi si trova al Louvre.

Paolo Veronese, Convito in casa di Levi, 1573, Gallerie dell'Accademia, Venezia

Ma ancor più celebre è l'ultima della serie, Convito in casa Levi (1573), attualmente presso le Gallerie dell'Accademia, a Venezia. La notorietà della tela è dovuta anche all'interessamento dell'Inquisizione che essa suscitò e che, come è risaputo, costrinse l'autore a cambiare il titolo dell'opera (e quindi l'episodio raffigurato): dall'iniziale Ultima Cena all'attuale Convito in casa Levi. Interessante è la trascrizione, giunta fino a noi, dell'interrogatorio di Paolo davanti all'Inquisizione, che lo aveva convocato per spiegare il perché di una rievocazione così fantasiosa e divagante dell'episodio evangelico, con il pittore che a un certo punto si giustifica con la frase «noi pittori avemo la licenza che si pigliano i poeti et i matti».
Anche se la reprimenda inquisitoriale nei confronti del Veronese fu assai blanda, essa è egualmente un eloquente segno dei tempi. Quando il Veronese, per l'ultima volta, si cimentò con un convivio evangelico, lo fece in tutt'altro modo, stando ben attento a uniformarsi ai dettami della Controriforma in materia di pittura religiosa.

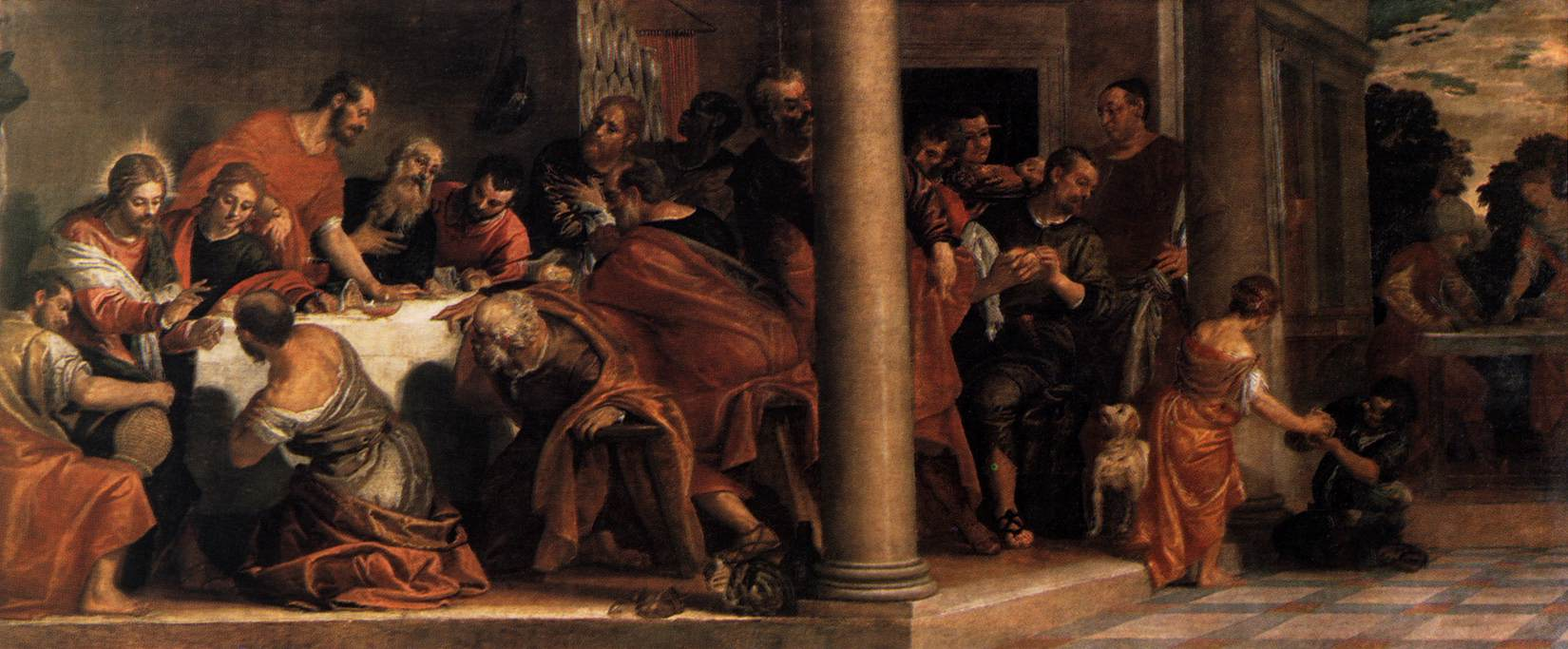
Paolo Veronese, Ultima Cena, 1585, Pinacoteca di Brera, Milano

È il caso dell'Ultima Cena realizzata nel 1585 e ora conservata nella Pinacoteca di Brera. Tutto lo spettacolare apparato scenografico delle Cene è ormai scomparso e protagonista chiaro della rappresentazione, come sottolineano anche gli effetti luministici, è Gesù. L'atmosfera è raccolta ed è percettibile l'intenzione dell'autore di stimolare, come vogliono le indicazioni tridentine, il sentimento devozionale degli osservatori. Infine, l'accento è didascalicamente collocato sull'istituzione dell'Eucaristia, tema assai caro alla Controriforma.
La serie e la cronologia delle Cene è la seguente:
- Cena in casa di Simone, 1556-56, Torino, Galleria Sabauda
- Nozze di Cana, 1562-1563, Parigi, Louvre
- Cena in casa di Simone, 1567-1570, Milano, Pinacoteca di Brera
- Cena in casa di Simone, 1570-72, Versailles, Reggia
- Cena in casa di Simone, 1571-1572, Dresda, Gemäldegalerie Alte Meister
- Cena di san Gregorio Magno, 1572, Vicenza, Santuario della Madonna di Monte Berico
- Convito in casa di Levi, 1573, Venezia, Gallerie dell'Accademia

A queste deve aggiungersi un'ulteriore Cena in casa di Simone realizzata per il soppresso Monastero delle Maddalene di Padova, opera andata perduta. È lo stesso Veronese a darci notizia di questo dipinto nel verbale dell'interrogatorio reso all'Inquisizione a causa dell'Ultima Cena per San Giovanni e Paolo a Venezia (ora Cena in casa Levi), dove, alla domanda se egli avesse realizzato altre tele sul tema, risponde, tra l'altro: «Et ne ho fatto una in Padoa per i Padri della Maddalena». L'atto giudiziario (stilato il 18 luglio 1573) è anche l'ovvio termine ante quem di questa perduta Cena.

### Piena maturità

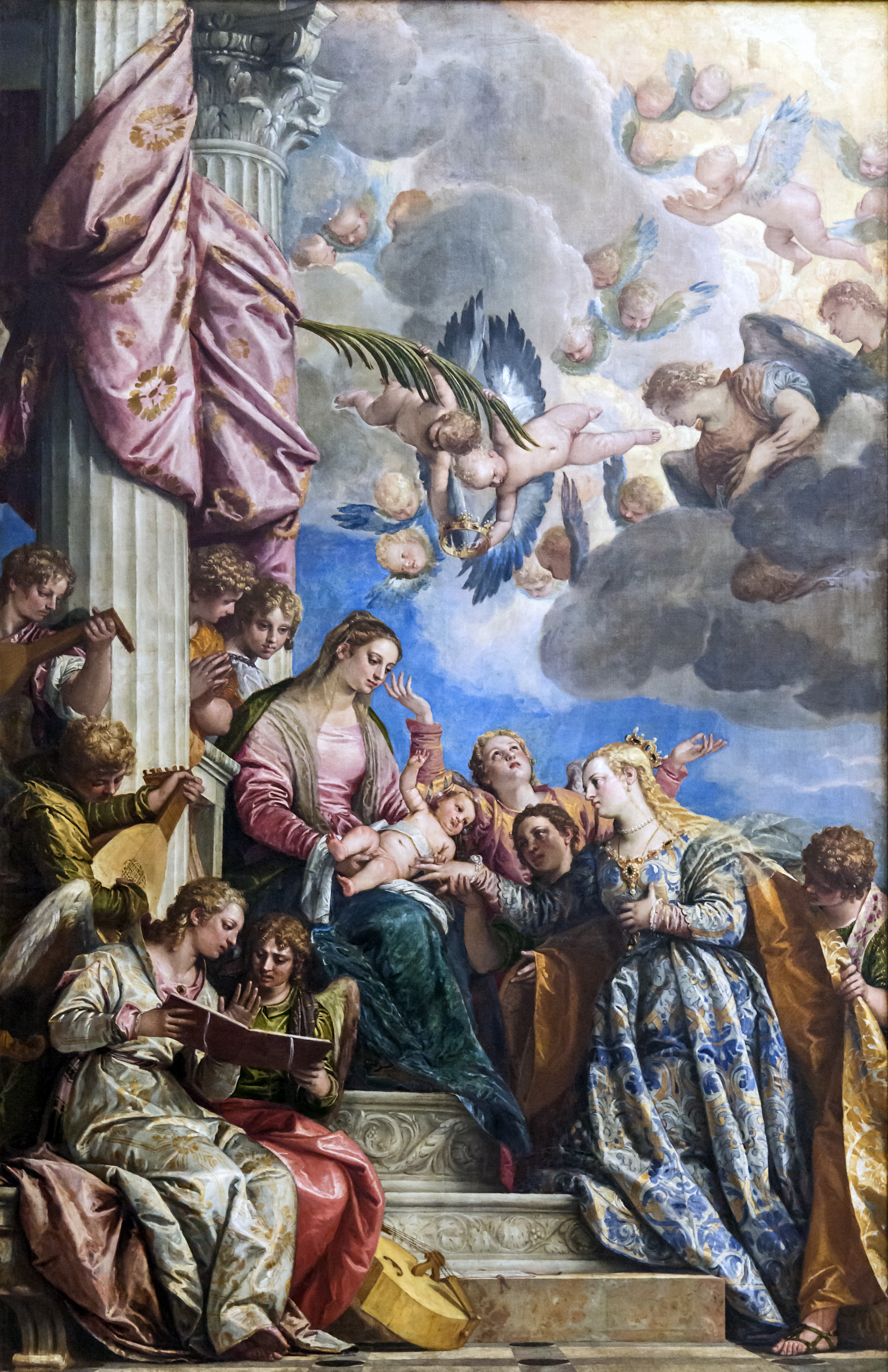
Paolo Veronese, Matrimonio mistico di santa Caterina d'Alessandria, ca. 1575, Gallerie dell'Accademia, Venezia

Come testimonia Carlo Ridolfi, il gradimento dei Barbaro per gli affreschi di Maser fece sì che a Paolo venisse commissionata, nel 1561, una parte della decorazione della Sala del Maggior Consiglio in Palazzo Ducale, dedicata a un episodio delle imprese di Federico Barbarossa (opera andata distrutta in un incendio del 1577). Il prestigio della commissione ricevuta dal Veronese lo consacrò tra i maggiori, e più richiesti, pittori di Venezia.
Gli anni a seguire, infatti, furono anni di intensissima attività, che videro Paolo e la sua bottega impegnati in innumerevoli opere per le chiese veneziane e di terraferma, per il Patriziato veneziano e ancora per il governo serenissimo. Nel settimo e ottavo decennio del secolo, oltre alle già menzionate Cene, il Veronese dipinse un cospicuo numero di grandi pale d'altare. Dello stesso periodo sono dei grandi ritratti di gruppi familiari realizzati per la nobiltà veneziana, né è trascurata la produzione di tavole di più piccolo formato dedicate a temi mitologici o allegorici, tratti dalla letteratura classica, con palesi allusioni erotiche e sensuali. Esempi di queste produzioni possono essere Creazione di Eva (conservato all'Art Institute of Chicago), Ratto di Europa (oggi al Palazzo Ducale di Venezia) e Mosè salvato dalle acque (Museo del Prado di Madrid).

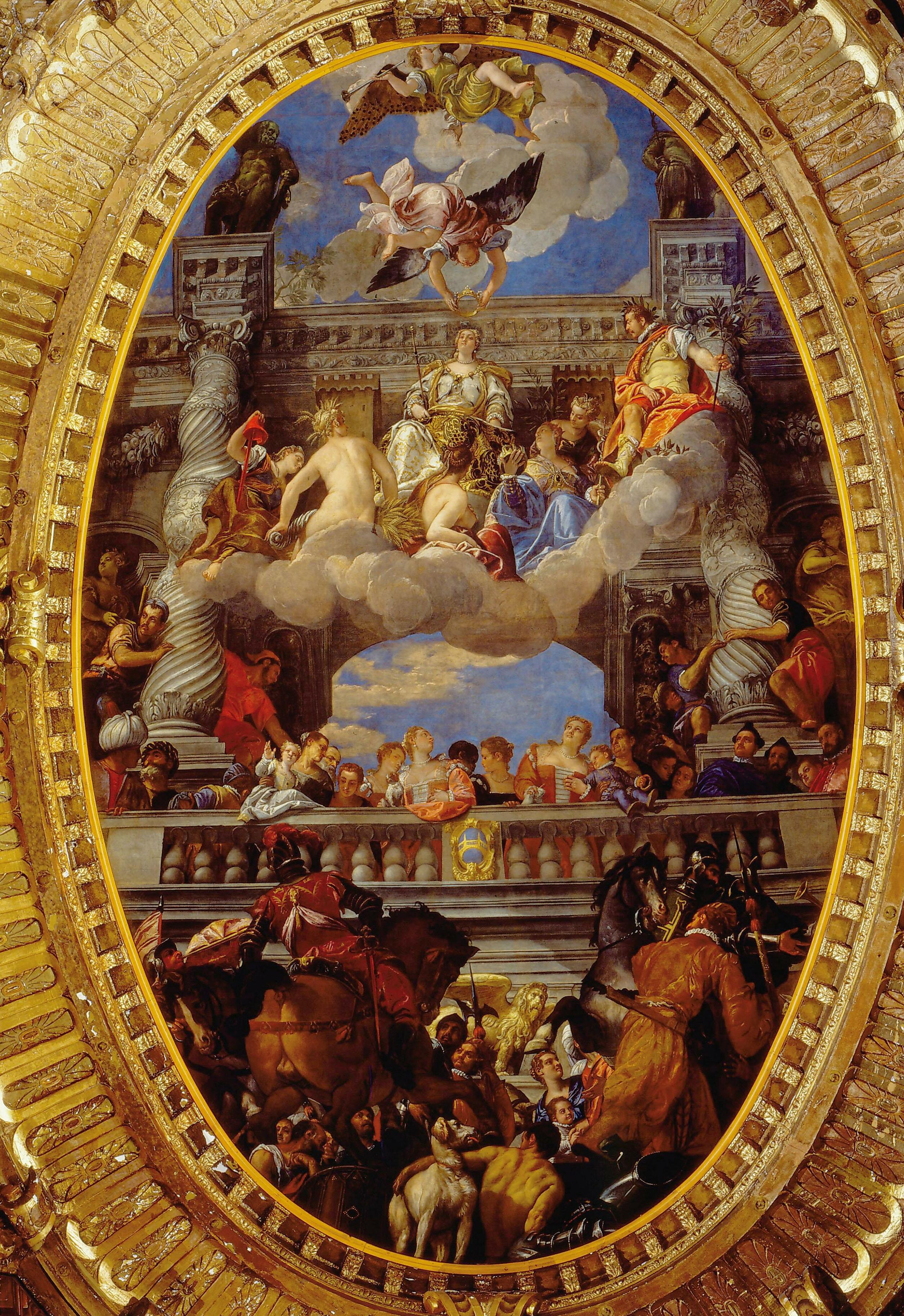
Paolo Veronese, Trionfo di Venezia, 1582, Sala del Maggior Consiglio di Palazzo Ducale, Venezia

Di questo periodo sono anche le celebri quattro Allegorie dell'Amore, inizialmente facenti parte di un unico complesso decorativo di un soffitto e oggi collocate alla National Gallery di Londra.
Infine, dopo il secondo devastante incendio che nel 1577 colpì il Palazzo Ducale, il Veronese venne chiamato, assieme a Tintoretto, a decorare nuovamente la Sala del Maggior Consiglio. In quell'occasione il Veronese realizzò uno dei suoi più imponenti capolavori, l'immenso telero ovale che celebra il Trionfo di Venezia, adorata dai popoli a lei sottomessi, posto in opera nel 1582. Secondo il giudizio critico è un'opera che chiude un ciclo, quello della pittura fastosa e mondana di Paolo Veronese – carattere riconoscibile anche nelle sue opere di tema religioso di questo periodo – dal colore vivace e di gusto decorativo. Quella pittura, cioè, che secondo l'Argan, consente di individuare nel Veronese «l'interprete dell'apertura intellettuale e del civile modo di vita che fanno della società veneziana, in un tempo di conformismo moralistico e di involuzione neo-feudale, la società più libera e culturalmente avanzata». Oltre al Trionfo, Paolo realizzò anche due tele minori, La Battaglia di Smirne e la Battaglia di Scutari.
Le opere che seguirono negli anni a venire e fino alla sua morte si collocano su registri molto diversi. Del resto il "conformismo moralistico" cui allude Argan alla fine approderà anche in laguna.

### Paolo Veronese ritrattista
Oltre ai ritratti mimetizzati nelle Cene o a quelli di gruppi familiari, il Veronese praticò pure il ritratto individuale e anche in questo campo raggiunse risultati di notevole rilievo che lo collocano tra i maggiori ritrattisti del suo tempo, anche se come produzione non arriva ai livelli di Tiziano o Tintoretto.
Quelli del Veronese sono ritratti di particolare raffinatezza, caratterizzati dal frequente utilizzo del formato a figura intera, aspetto non comune nella coeva pittura veneziana. Le commissioni ricevute dal Veronese in questo campo non riguardarono i ritratti di Stato di funzionari pubblici del governo serenissimo (settore in cui fu molto attiva la bottega del Tintoretto) e che sono parte cospicua della ritrattistica lagunare del Cinquecento, bensì derivano dal più alto ceto borghese e aristocratico (veneziano e di terraferma) che in questi dipinti ha inteso far raffigurare il proprio benessere economico, la propria eleganza, ma anche la ricercatezza culturale dei suoi gusti. Anche a causa della particolarità della committenza e dell'estrema cura esecutiva che caratterizza la ritrattistica del Veronese, i ritratti a lui riferibili sono relativamente pochi, nell'ordine di una trentina (ancor meno quelli di autografia relativamente incontroversa).
Già in fase giovanile il Veronese dimostra la sua abilità nel genere con i ritratti dei coniugi vicentini Iseppo da Porto e Livia da Porto Thiene (realizzati tra il 1551 e 1552 e conservati il primo agli Uffizi e il secondo al Walters Art Museum di Baltimora). Ognuno dei due coniugi è raffigurato a figura intera in un dipinto a sé stante, ma è certo che i due ritratti costituissero dei pendants affissi alla stessa parete. Probabilmente i due quadri erano separati da una finestra, come suggerisce la speculare provenienza della luce in ognuno di essi. I personaggi sono collocati in una finta nicchia e sono lussuosamente vestiti. Lo stile particolarmente naturalistico e descrittivo dei personaggi raffigurati ricorda maggiormente la scuola ritrattistica veronese, in particolare quella del Torbido e dei Brusasorci, rispetto ai ritratti di Tiziano che invece protende verso una idealizzazione. Sia Iseppo sia Livia sono accompagnati da uno dei loro bambini.

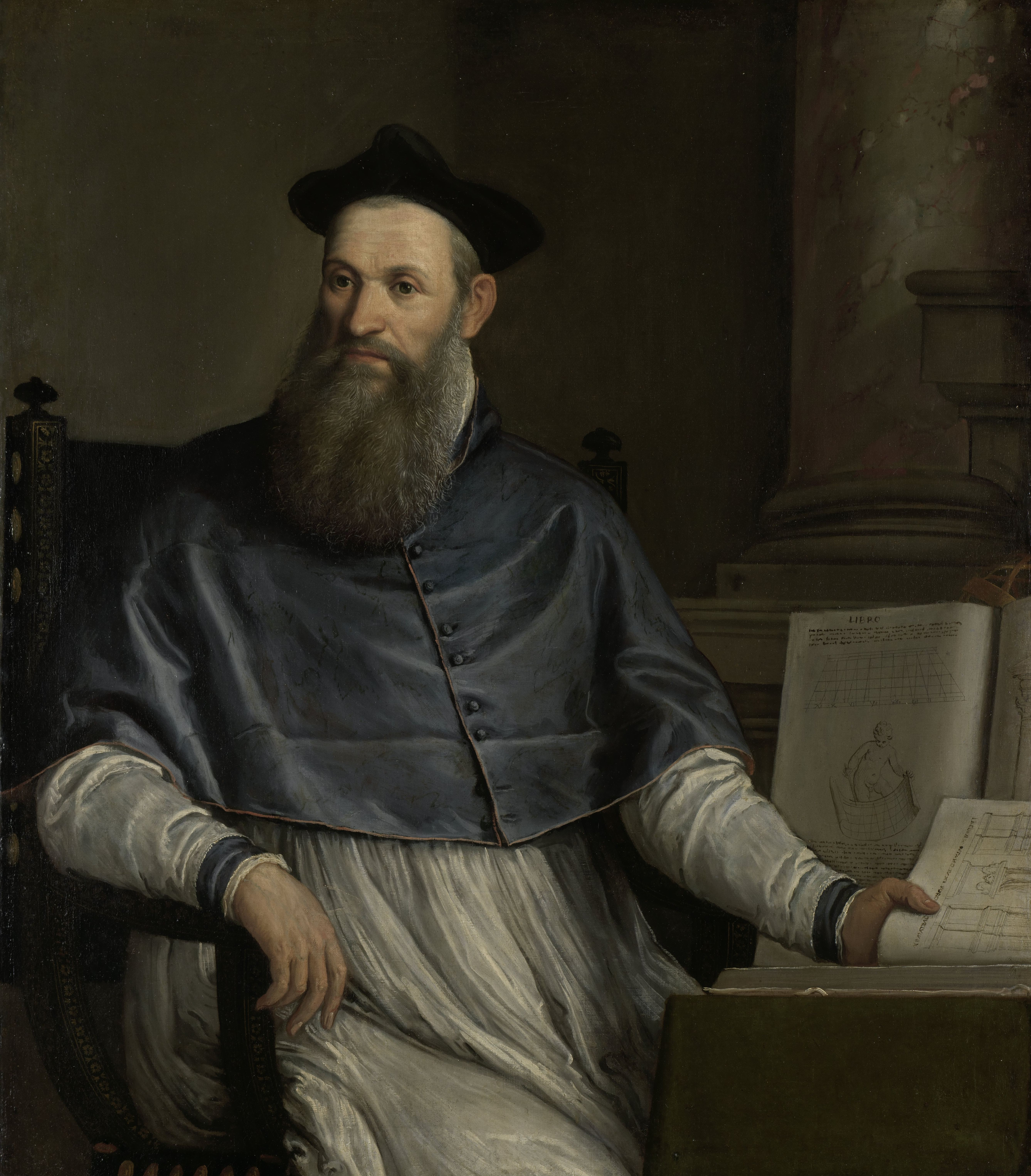
Paolo Veronese, Ritratto di Daniele Barbaro, 1560/62, Rijksmuseum, Amsterdam

Efficacissima è la resa materica dei tessuti, delle pellicce, dei gioielli (notevole è il particolare della finta testa in oro della pelliccia di mustela imbracciata da Livia) che, unitamente alla caratterizzazione psicologica dei personaggi, fa di questi pendants uno dei più significativi esempi di ritratto coniugale del Cinquecento.
Altro notevole documento della ritrattistica del Veronese è il ritratto di Daniele Barbaro (1560/62, Rijksmuseum di Amsterdam), raffigurato nel suo studio accompagnato dai suoi trattati di architettura vitruviana, di cui il Veronese riproduce anche le illustrazioni. La posizione del Barbaro sulla sedia e lo sguardo diretto negli occhi dell'osservatore sono forse citazioni del Ritratto di Paolo III di Tiziano.

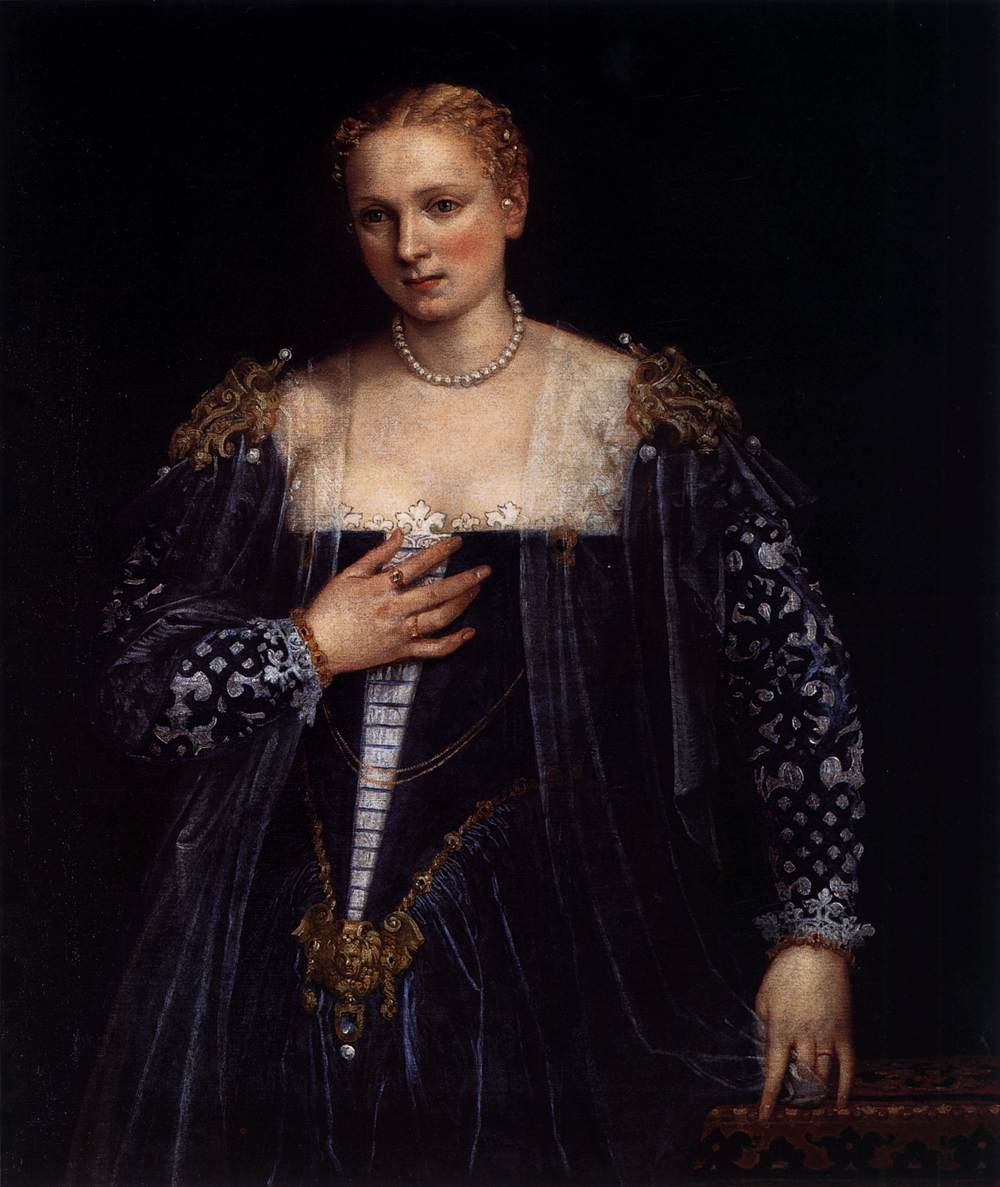
Paolo Veronese, Ritratto di Nobildonna Veneziana (La Bella Nani), c. 1560, Museo del Louvre, Parigi

Una delle sue prove più alte nel genere è considerato il Ritratto di nobildonna veneziana (ca. 1560, Louvre), noto come La bella Nani, appellativo che deriva dalla convinzione (forse errata) che il dipinto sia appartenuto alla omonima famiglia veneziana. Sconosciuta è l'identità della donna effigiata: taluni ipotizzano che possa trattarsi della moglie del Veronese, Elena Badile, altri che la nobildonna del dipinto possa essere individuata in Giustiniana Giustinian, già ritratta ad affresco nella villa di Maser. Indipendentemente dall'identità della donna, il ritratto è un saggio dei canoni di bellezza muliebre della Venezia del Cinquecento, al punto che alcuni studiosi hanno messo in dubbio che si tratti di un vero e proprio ritratto, individuandovi piuttosto una figura idealizzata. In questo caso il Veronese si è avvalso di un fondo nero che dà maggior risalto alla carnagione chiara e ai capelli biondi della dama. Il suo atteggiamento mostra modestia, ma la ricchezza dei suoi abiti e ancor più dei suoi gioielli, che il Veronese riproduce con abilità di orafo, ne sottolineano l'altissimo lignaggio.
A proposito della sua attività ritrattistica, lo storico dell'arte John Garton afferma: «I ritratti di Paolo furono grandi ritratti intesi a sfruttare le aspettative personali e sociali con grazia. Come opere d'arte innovative appese alle pareti dei palazzi e delle ville veneziane del XVI secolo, si conformarono a un codice visivo che misurava posa, gesto, ambientazione e costume in base a sottili distinzioni di bellezza e status».

### Ultimo periodo

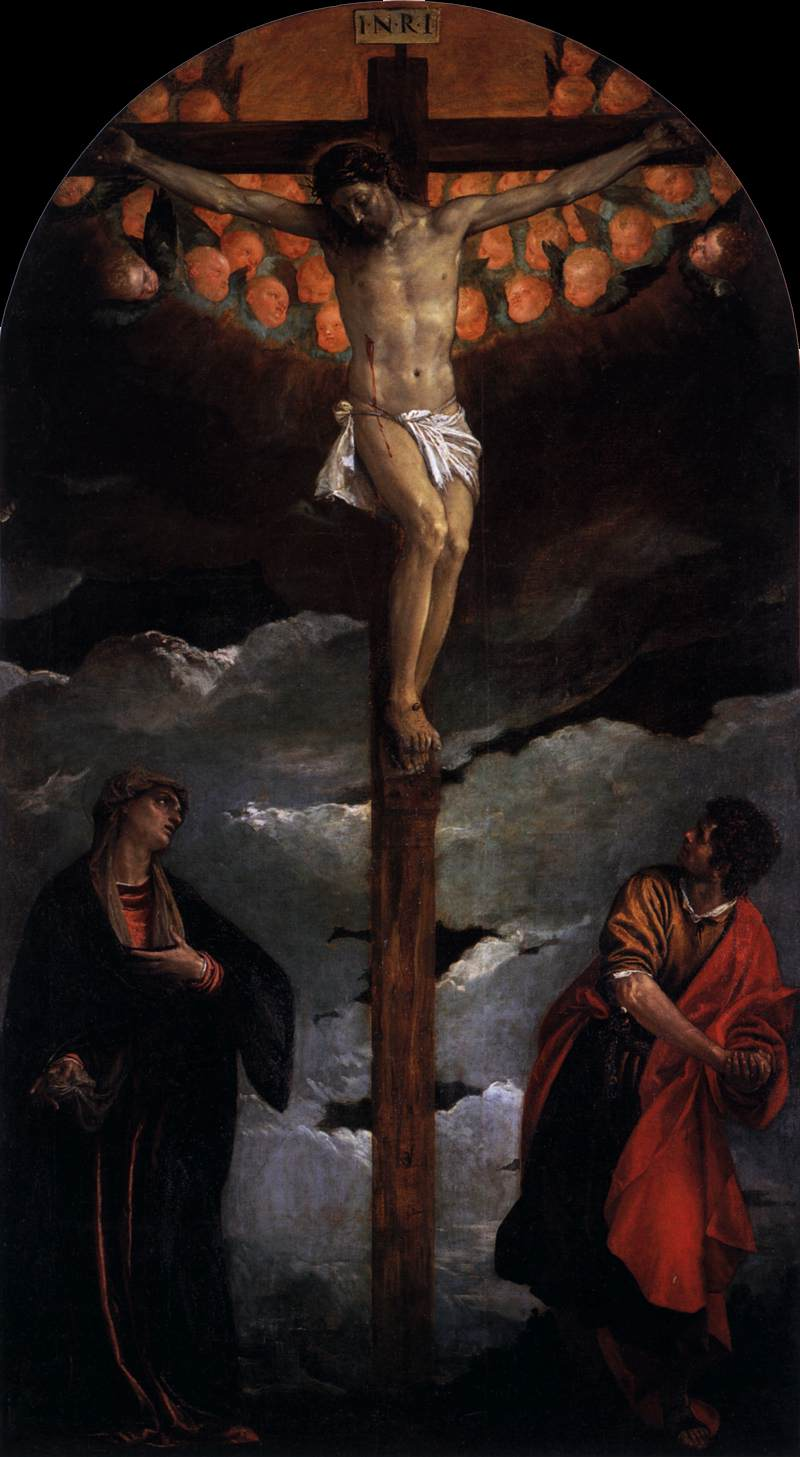
Paolo Veronese, Crocifissione, 1580 ca., chiesa di San Lazzaro dei Mendicanti, Venezia

L'ultima fase della pittura di Paolo Veronese mostra un netto cambiamento dello stile e del gusto che nei decenni precedenti ne sono stati le caratteristiche salienti.
Vari fattori hanno spinto in questa direzione. Innanzitutto, anche a Venezia, sia pure più tardi che altrove, le raccomandazioni controriformistiche in materia di arti figurative, infine, si impongono e, anzi, sarà proprio l'ultimo Veronese a essere uno dei maggiori testimoni in laguna della pittura controriformata senza mostrare evidenti disagi dai nuovi vincoli.
Anche le vicende veneziane dell'ultimo scorcio del Cinquecento rendono opportuna la scelta di toni diversi. Nel 1576 Venezia, infatti, è colpita da una spaventosa pestilenza che miete parte rilevante della popolazione cittadina. Allo stesso tempo sempre più chiare sono le avvisaglie del declino della potenza adriatica della Serenissima a causa dell'espansionismo turco, fenomeno che la vittoria di Lepanto ha solo rallentato, ma di certo non fermato. In questo clima di lutto e inquietudine la pittura gioiosa e dal colore vivacissimo, stigma per tanti anni dell'arte del Veronese, non ha più posto.
Gli ultimi dipinti del Veronese, infatti, sono caratterizzati da atmosfere cupe, frequenti sono le scene notturne e di gran lunga prevalenti sono le raffigurazioni di tema religioso. In queste opere Paolo si uniforma pienamente alle indicazioni conciliari tridentine: i suoi quadri di tema sacro del nono decennio del XVI secolo hanno chiari intenti edificanti e di stimolo alla meditazione sull'esempio dei santi e dei martiri.

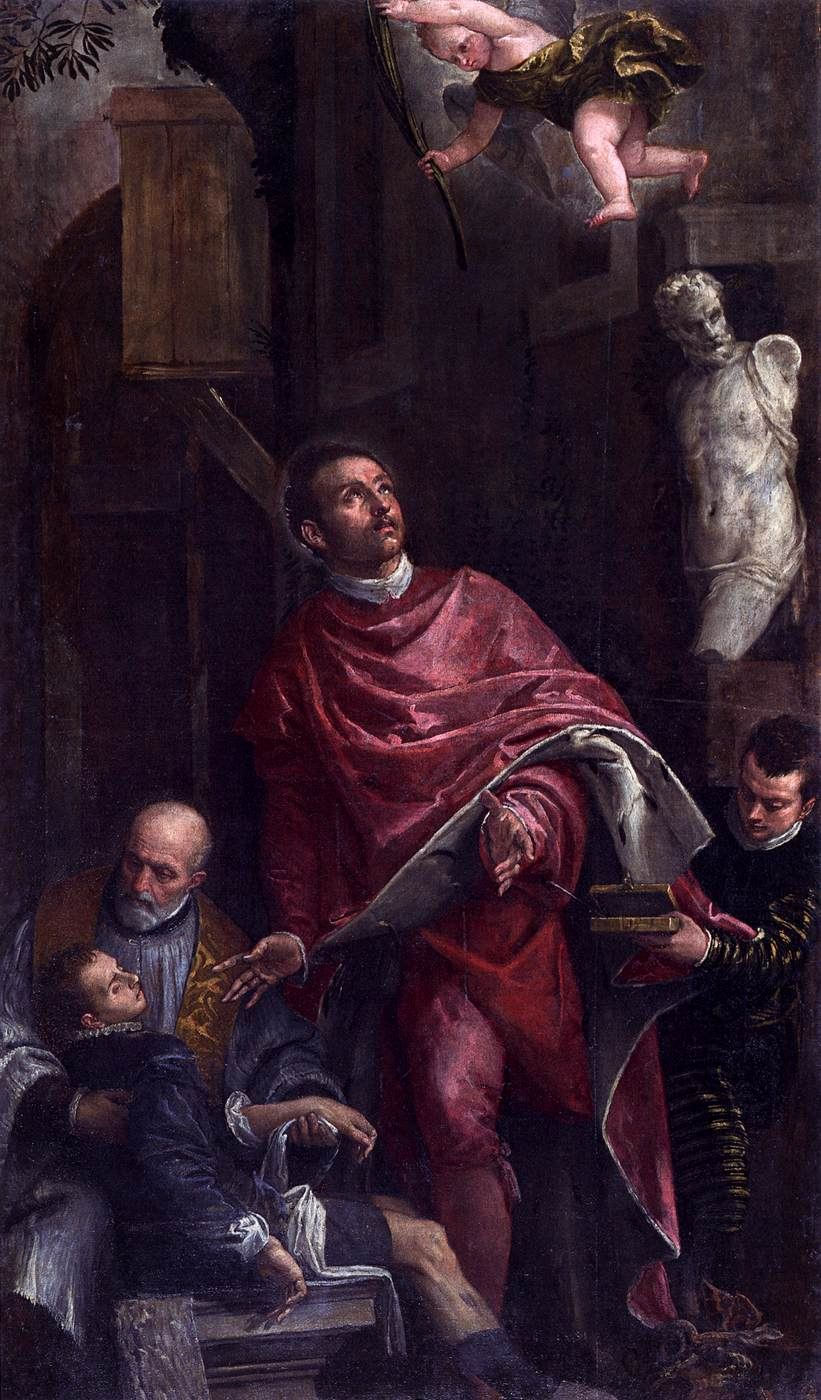
Paolo Veronese, Conversione di san Pantaleone, 1587, Venezia, chiesa di San Pantalon

Spesso la scelta del tema cade su episodi della Passione di Cristo. Oltre alla già menzionata Ultima Cena braidense, significativo esempio di queste tendenze della produzione estrema di Paolo Caliari è la grande Crocifissione della chiesa veneziana di San Lazzaro dei Mendicanti (ca. 1580). In quest'opera, dallo schema compositivo volutamente semplice, quasi medievale, il Veronese comunica tutta la drammaticità dell'evento, mettendo in pieno risalto il sangue versato dal Crocifisso ed evidenziandone la funzione salvifica. Si è a lungo dibattuto se questo nuovo modo di interpretare la pittura da parte del Veronese si possa considerare un ritorno al passato oppure costituisca un capitolo del tutto nuovo della sua arte.
Anche sul piano più strettamente stilistico le ultime opere del Veronese segnano un evidente mutamento rispetto al passato che contribuisce anch'esso a sottolineare le nuove finalità artistiche del Caliari: il disegno si fa meno definito e si attenuano i contrasti cromatici, quasi avvicinandosi alla pittura tarda di Tiziano.
L'ultima produzione del Veronese non godette inizialmente di particolare favore, probabilmente perché nell'immaginario critico l'opera del Caliari venne strettamente associata alla pittura dei suoi anni antecedenti, dalle Cene ai grandi cicli decorativi laici e religiosi, anche a causa della ripresa che di questo stile fece, con enorme successo, Giambattista Tiepolo (definito "Veronese redivivo").
Probabilmente, proprio causa di questa iniziale sfortuna critica, alcune sue opere tarde, come i cicli di San Nicolò della Lattuga o quello noto come Serie del Duca di Buckingham, di cui oggi non è certa nemmeno l'ubicazione originaria (forse il monastero delle Convertite alla Giudecca), vennero smembrati e si trovano suddivisi tra vari musei del mondo. Sempre per lo stesso motivo alcuni dei suoi ultimi lavori, ad esempio l'Incoronazione della Vergine (ca. 1586), realizzata per la chiesa di Ognissanti e oggi all'Accademia, vennero sbrigativamente ritenute opere di bottega. È un giudizio attualmente in sede di profonda revisione e sempre più è opinione condivisa che l'opera estrema del Veronese, pur così diversa dalla sua pittura precedente, raggiunse egualmente esiti di elevatissimo livello.

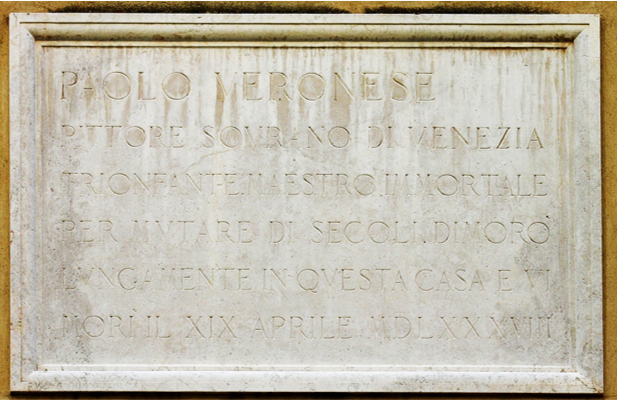
Lapide in ricordo del Veronese sulla casa di Venezia dove morì il 19 aprile 1588

L'ultima fatica del Veronese è la Conversione di san Pantaleone (1587), realizzata per la chiesa veneziana di San Pantalon (tuttora in situ), nella quale la diligenza agiografica della raffigurazione non fa ombra alla grandezza dell'arte di Paolo Caliari da Verona.
Poco dopo, nell'aprile del 1588, il Veronese muore nella sua casa di San Samuele a seguito di una polmonite («de punta e de febre») dopo essersi ammalato otto giorni prima durante una funzione religiosa a Treviso. È sepolto nella chiesa di San Sebastiano a Venezia, dove tanta parte della sua opera lo circonda.

## La bottega del Veronese

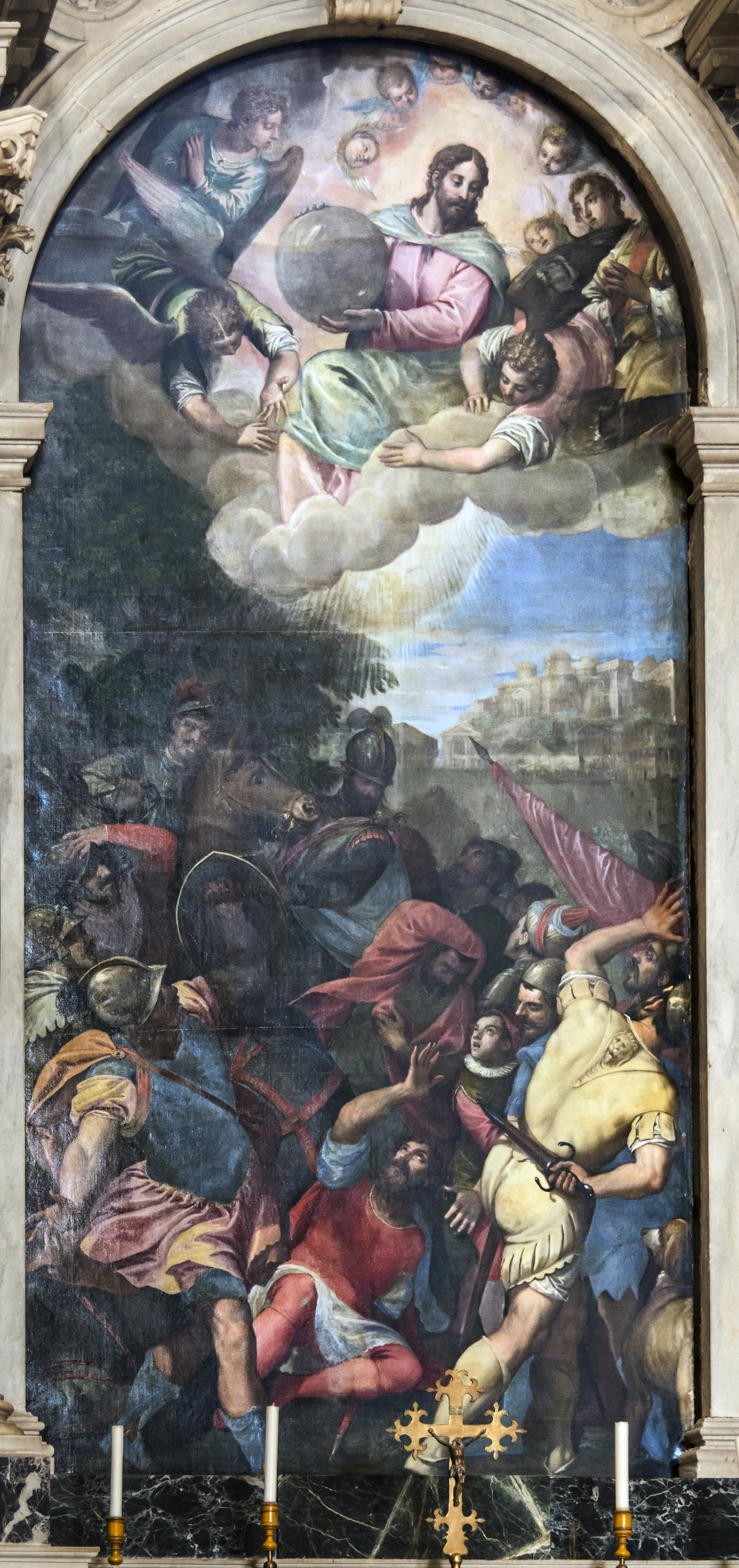
Conversione di san Paolo, 1589, Padova, Basilica di Santa Giustina, il dipinto è siglato Heredes Pauli Caliari Veronensis

Come fu prassi per la maggior parte dei grandi artisti rinascimentali, anche Paolo Veronese poteva contare su validi collaboratori che lo aiutavano o, se necessario, lo sostituivano nel completamento delle sue opere. Questi costituivano la "bottega", composta da pittori autonomi, aiutanti e garzoni che erano giovani all'inizio del loro apprendistato di artisti. Poco sappiamo di chi fossero e quanti fossero esattamente questi suoi collaboratori ma, certamente, tra i primi vi furono Giovanni Antonio Fasolo, Giovanni Battista Zelotti e il fratello Benedetto Caliari che lavorarono con lui fin dal suo insediamento a Venezia, avvenuto intorno al 1553.
Negli anni successivi alle dipendenze del Veronese troviamo Luigi Benfatto (che rimase con Paolo almeno per due decenni), Francesco Montemezzano, Pietro Longo e Antonio Vassilacchi, quest'ultimo poi passato alla bottega di Tintoretto. Come consuetudine, anche Paolo trasmise il suo lavoro ai figli e, infatti, sappiamo che i suoi due primogeniti (sui quattro che ebbe dalla moglie Elena) Gabriele e Carlo, vennero istruiti alla pittura.
Furono proprio i due figli maggiori, guidati dallo zio Benedetto, che mantennero in vita l'attività della bottega una volta morto Paolo, firmando talvolta collettivamente le loro opere con la dicitura Heredes Pauli Caliari Veronensis; attività che continuò almeno fino alla metà del XVII secolo. Tra i dipinti più importanti di questo sodalizio familiare si possono citare Adorazione dei pastori (alle Gallerie dell'Accademia di Venezia) e Convito in casa di Levi (a Palazzo Barbieri a Verona).

## Critica

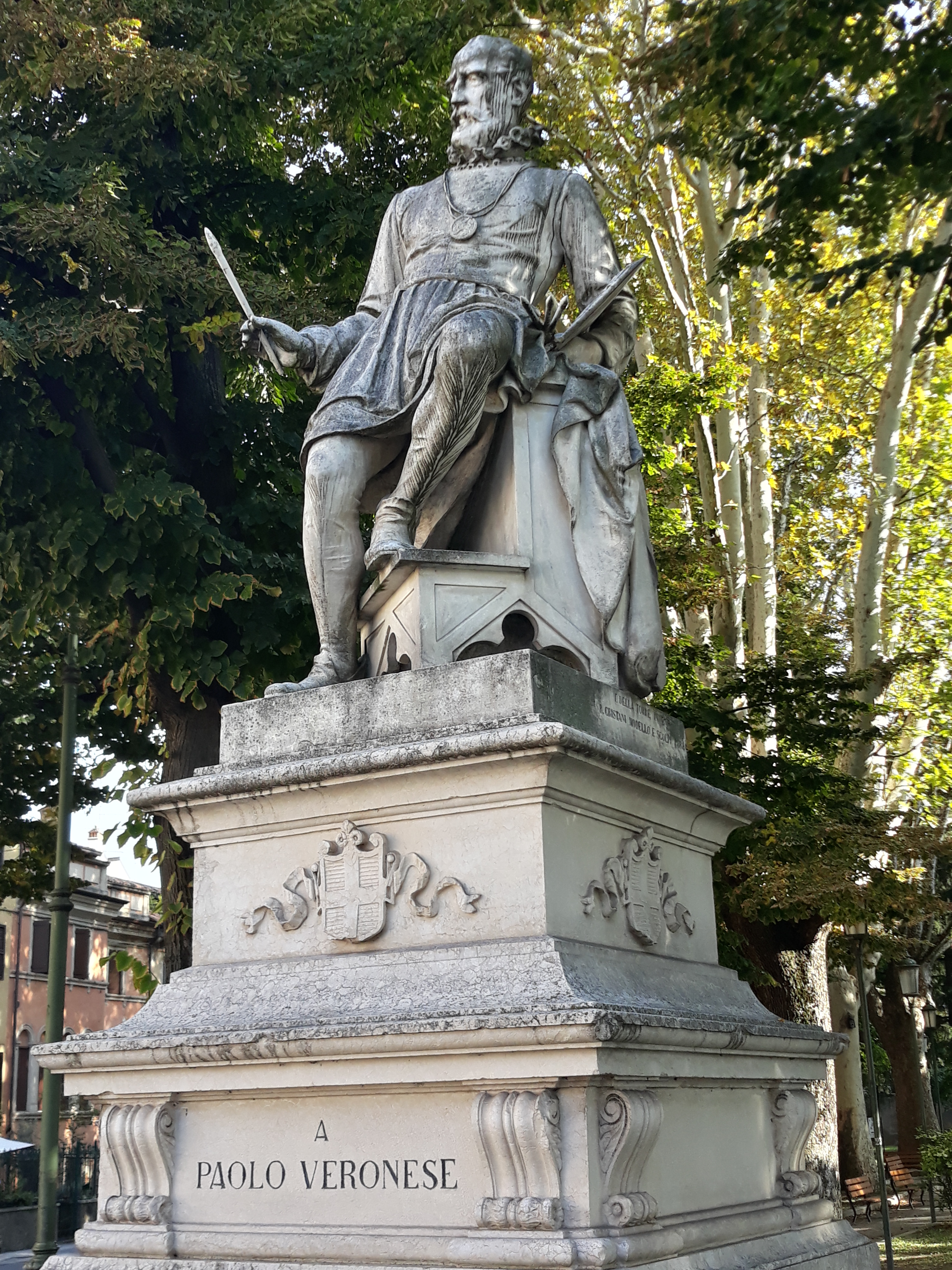
Monumento a Paolo Veronese posto a Verona

La prima biografia del Veronese venne realizzata nella prima metà del XVII secolo dal pittore e scrittore Carlo Ridolfi che ne curò anche il catalogo delle opere, inserito nel suo Le Maraviglie dell'arte, dove provò anche a valutarne il carattere. Per tutto il secolo Paolo viene considerato uno dei più grandi esponenti della scuola coloristica veneziana e, nel 1691, venne pubblicata la sua prima antologia di pitture riprodotte da vari incisori, quali Antonio e Agostino Carracci e successivamente Mitelli, Faber, Cochin. È comunque da rilevare che l'incisione delle sue opere avvenne molto più tardi rispetto ad altri artisti del suo tempo.
Nel Settecento, con l'affermarsi del neoclassicismo, la fortuna di Paolo accusò una battuta d'arresto. Sebbene Francesco Algarotti (1762) e Luigi Antonio Lanzi (1795) siano generosi di elogi verso Veronese, dimostrano di non aver compreso appieno il suo stile muovendogli alcune critiche alla scarsa fedeltà storica nei costumi e nei personaggi presenti nei suoi dipinti, oltre che per le sue numerose licenze pittoriche. Nel 1771, Anton Maria Zanetti, lo rimproverò di «poca eleganza nelle figure ignude», ma fu anche il primo critico d'arte a riconoscergli una notevole acutezza nel «colore delle ombre e dei riflessi», un aspetto che poi verrà riconosciuto come fondamentale nel linguaggio stilistico del Veronese.
La vera riscoperta del Veronese si ebbe con l'affermarsi del romanticismo, tanto che il pittore francese Eugène Delacroix arrivò a scrivere nel suo journal che «deve tutto a Paolo Veronese», indicandolo come il primo ad aver utilizzato la luce senza violenti contrapposti dipingendo en plein air e contribuendo così all'affermarsi della teoria che vede Paolo come il precursore tecnico dell'impressionismo e del divisionismo, tesi ripresa anche agli inizi del XX secolo. Anche la pittrice Mary Cassat ebbe a esprimere lodi per la ritrattistica del Veronese e in particolare nutrendo un'ammirazione per la sua tela Ritratto di Livia da Porto Thiene con la figlia Porzia. È proprio in questo periodo, grazie all'apprezzamento generale che suscita nel pubblico Veronese, che si ebbero le maggiori acquisizioni dei suoi dipinti da parte dei musei di tutto il mondo.
Nel 1894, lo storico dell'arte Bernard Berenson, nel suo libro I pittori italiani del Rinascimento, ebbe a dire:
(Bernard Berenson, I pittori italiani del Rinascimento)
Alla critica di Berenson fecero eco negli anni successivi numerosi studi di autori anglosassoni. Dopo alcuni decenni di oblio, nel 1939 si ebbe una decisiva svolta nello studio dell'opera del Veronese grazie a una mostra monografica organizzata a Venezia corredata da un ampio catalogo critico realizzato da Rodolfo Pallucchini a cui seguì una biografia edita nel 1940.
Nel 2014, la National Gallery di Londra ospitò l'importante mostra Veronese: Magnificence in Renaissance Venice, curata da Xavier Salomon e organizzata in collaborazione con il Museo di Castelvecchio. Sei anni prima, lo storico dell'arte John Garton pubblicò una monografia dedicata al ritratto nell'opera di Paolo, in cui concludeva che:

## Opere
Il catalogo delle opere di Paolo Veronese è assai ampio, abbracciando circa quattro decenni di intensa attività, anni nei quali, peraltro, il Veronese è quasi sempre coadiuvato dai suoi parenti e collaboratori. A fronte di una produzione così vasta non mancano discordanze critiche sia sulla datazione di alcune sue opere sia sull'effettivo livello di autografia di altri dipinti.
La questione è resa ancor più complessa dal fatto che i suoi collaboratori proseguirono l'attività di bottega, anche dopo la morte del Veronese, imitandone lo stile, ormai assimilato dopo decenni di lavoro comune. Alcuni recenti restauri, inoltre, hanno indotto la critica a rivedere alcuni giudizi del passato, assegnando alla (almeno prevalente) mano del maestro opere sino ad allora ritenute produzione di bottega.
In ultima analisi, gli studi sull'opera complessiva di Paolo Caliari sono ancora a uno stato fluido e forse un vero e proprio sistematico censimento della sua produzione deve essere ancora compiuto.

### Esplicative
1. ↑  Un documento recita «Petrus lapicid de Como» di ventotto anni.
2. ↑  Vasari dice: «Costui essendo in Verona nato d'uno scarpellino o, come dicono in que' paesi, d'un tagliapietre, et avendo imparato i principii della pittura da Giovanni Caroto veronese».
3. ↑  Il Vasari non dedicò al Veronese uno specifico capitolo biografico (una Vita). Le notizie relative all'opera di Paolo Caliari sono contenute nella biografia di Battista Franco nell'edizione giuntina del trattato vasariano, stampata nel 1568.
4. ↑  Nel capitolo di Le Vite dedicato a Sanmicheli, Vasari accenna a Paolo Caliari: «È similmente veronese un Paulino pittore che oggi è in Vinezia in bonissimo credito, conciò sia che non avendo ancora più di trenta anni, ha fatto molte opere lodevoli».
5. ↑  Le decorazioni di villa Soranzo vennero smembrate in oltre cento parti, alcune di esse si trovano presso il Duomo di Castelfranco Veneto, altre a Vicenza, Venezia, Cittadella e Parigi. Agli inizi del XIX secolo una parte arrivò anche in Inghilterra ma oggi se ne sono perse le tracce. In Schweikhart, 1974, p. 243.
6. ↑  Pittore originario di Castelfranco Veneto (1500 ca. - 1570/71). Attivo a Venezia e nel Veneto, ne è documentato un soggiorno romano anteriore alla decorazione delle Sale dei Dieci.
7. ↑  Parte della letteratura propone una datazione successiva, datando i due ritratti al 1555 circa. In Pignatti, 1976, p. 23.

### Bibliografiche
1. 1 2  Rosand, 1997, p. 107.
2. 1 2 3  Pallucchini, 1984, p. 164.
3. 1 2  Pignatti, 1976, pp. 8-9.
4. 1 2 3 4 5 6  Marini e Aikema, 2014, p. 21.
5. ↑  Marini e Aikema, 2014, p. 86.
6. ↑  Pignatti, 1976, p. 31.
7. 1 2 3 4  Marini e Aikema, 2014, p. 30.
8. 1 2  Pignatti, 1976, p. 15.
9. 1 2  Pignatti, 1976, p. 8.
10. 1 2  Schweikhart, 1974, p. 243.
11. ↑  Pignatti, 1976, p. 13.
12. ↑  Marini e Aikema, 2014, p. 42.
13. ↑  Marini e Aikema, 2014, p. 46.
14. ↑  Marini e Aikema, 2014, p. 146.
15. ↑  Marini e Aikema, 2014, p. 50.
16. ↑  Pignatti, 1976, pp. 18, 20.
17. ↑  Pignatti, 1976, p. 16.
18. ↑  Marini e Aikema, 2014, pp. 28, 95.
19. ↑  Marini e Aikema, 2014, p. 94.
20. ↑  Marini e Aikema, 2014, pp. 22, 64.
21. 1 2  Schweikhart, 1974, p. 246.
22. 1 2 3  Storia dell'Arte, p. 139.
23. ↑  Marini e Aikema, 2014, p. 29.
24. ↑  Storia dell'Arte, p. 140.
25. 1 2 3  Marini e Aikema, 2014, p. 31.
26. ↑  Pallucchini, 1984, pp. 38-39, 44-45.
27. ↑  Pignatti, 1976, p. 39.
28. ↑  Pignatti, 1976, p. 7.
29. ↑  Pignatti, 1976, pp. 52-53.
30. ↑  Pallucchini, 1984, pp. 40-44.
31. ↑  Pignatti, 1976, pp. 60-61.
32. 1 2  Pignatti, 1976, pp. 61-63.
33. ↑  Pignatti, 1976, p. 61.
34. ↑  Pignatti, 1976, p. 63.
35. ↑  Pignatti, 1976, p. 66.
36. ↑  Pignatti, 1976, p. 60.
37. ↑  Marini e Aikema, 2014, p. 116.
38. ↑  Storia dell'Arte, pp. 136-139.
39. ↑  Pallucchini, 1984, pp. 98-101, 104.
40. ↑  Marini e Aikema, 2014, pp. 105, 110.
41. ↑  Marini e Aikema, 2014, pp. 105, 153-161.
42. ↑  Marini e Aikema, 2014, pp. 105, 124.
43. ↑  Marini e Aikema, 2014, p. 107.
44. ↑  Marini e Aikema, 2014, pp. 111, 362.
45. ↑  Pignatti, 1976, p. 104.
46. ↑  Pallucchini, 1984, p. 81.
47. ↑  Pallucchini, 1984, p. 104.
48. ↑  Storia dell'Arte, pp. 139-140.
49. ↑  Marini e Aikema, 2014, p. 111.
50. ↑  Pallucchini, 1984, pp. 79-82.
51. ↑  Pignatti, 1976, p. 90.
52. ↑  Pignatti, 1976, p. 91.
53. ↑  Storia dell'arte italiana, p. 199.
54. ↑  Pignatti, 1976, p. 83.
55. ↑  Marini e Aikema, 2014, p. 33.
56. ↑  Pignatti, 1976, pp. 23-25.
57. ↑  Pignatti, 1976, p. 23.
58. ↑  Marini e Aikema, 2014, pp. 33-34.
59. 1 2 3  Pignatti, 1976, p. 78.
60. ↑  Marini e Aikema, 2014, p. 176.
61. ↑  Garton, 2008, p. 177.
62. ↑  Pignatti, 1976, pp. 78, 94.
63. ↑  Pignatti, 1976, p. 94.
64. ↑  Pignatti, 1976, p. 97.
65. ↑  Marini e Aikema, 2014, p. 334.
66. ↑  Marini e Aikema, 2014, p. 298.
67. ↑  Pignatti, 1976, p. 99.
68. ↑  Pallucchini, 1984, pp. 163-164.
69. ↑  Marini e Aikema, 2014, p. 314.
70. ↑  Marini e Aikema, 2014, p. 315.
71. ↑  von Schlosser, 1996, p. 531.
72. ↑  Garton, 2008, p. 176.
73. 1 2 3  Pignatti, 1976, p. 9.
74. ↑  Pignatti, 1976, p. 10.
75. ↑  Pallucchini, 1984.
76. ↑  (EN) Veronese: Magnificence in Renaissance Venice, su nationalgallery.org.uk. URL consultato il 3 ottobre 2018 (archiviato dall'url originale il 3 ottobre 2018).
77. ↑  Garton, 2008, p. 171.
78. 1 2 3  Pignatti, 1976, pp. 10-11.
79. ↑  Schweikhart, 1974, p. 248.